# Patriziat (Nürnberg)
Das Patriziat der Reichsstadt Nürnberg, die für den Inneren Rat berechtigten Familien, stellte das eigentliche Machtzentrum Nürnbergs bis zur französischen Besetzung im Jahr 1806 dar.

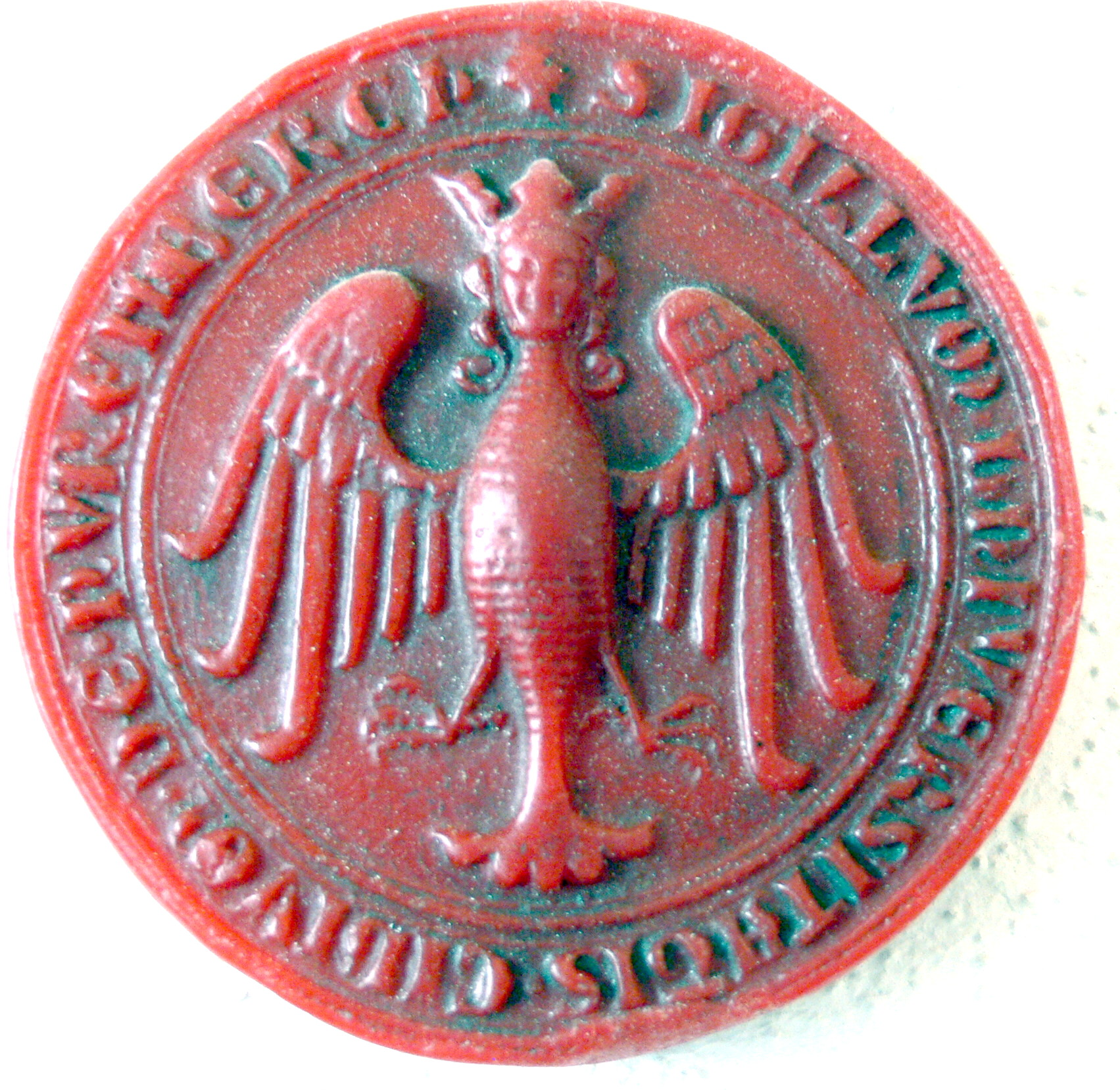
Ältestes Nürnberger Stadtsiegel mit Königskopfadler, um 1200

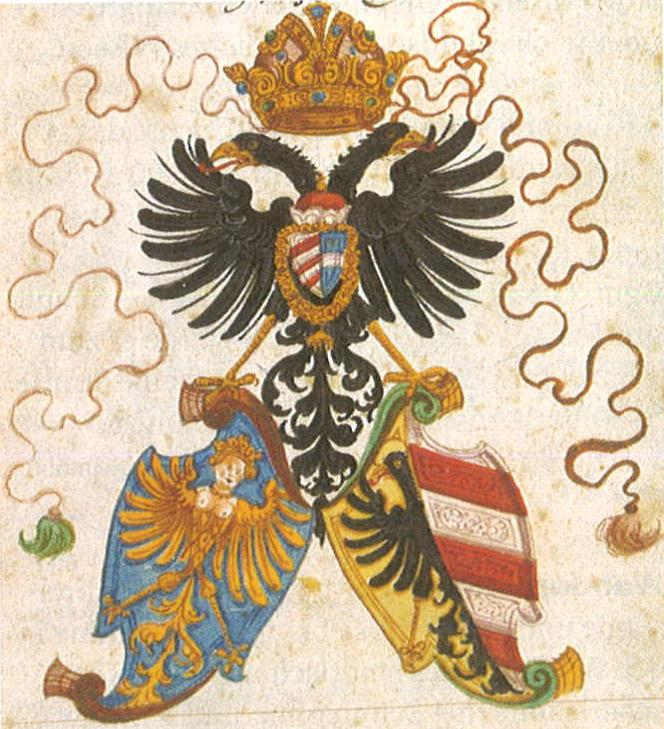
Der Wappendreipass des Nürnberger Stadtwappens, um 1700: doppelköpfiger Reichsadler und beide Nürnberger Stadtwappen, Großes Wappen mit Königskopfadler, ab Mitte des 15. Jahrhunderts in einen Jungfrauenadler verwandelt, und Kleines Wappen mit gespaltenem Schild, vorn in gold den halben schwarzen Reichsadler und hinten mit dem fünfmal von Rot und Silber schräg geteilten Feld.

Patrizier hatten sich auch in anderen deutschen Reichsstädten sowie in oberitalienischen Städten seit dem 11. Jahrhundert aus ehemaligem Ortsadel oder der örtlichen Ministerialität herausgebildet. Sie nannten sich selbst „Geschlechter“, erst später erscheint in lateinischen Schriftstücken der Begriff patricius. Seit etwa der Mitte des 14. Jahrhunderts führten wirtschaftliche Aktivitäten, Fernhandel, Montanunternehmen und Finanzgeschäfte der Nürnberger Patrizier dazu, dass sich Stadt- und Landadel zunehmend voneinander entfernten. Dennoch blieben die Nürnberger Geschlechter lehensfähig und führten ritterliche Wappen.
Von 1256 bis zur französischen Besetzung und der folgenden Einverleibung in das Königreich Bayern am 15. September 1806 wurde Nürnberg vom Rat regiert, wobei bis 1427 noch viele Kompetenzen in der Stadt und dem Umland bei den ab 1105 eingesetzten Burggrafen von Nürnberg lagen. Nach dem Kauf des Burggrafenamtes im Jahr 1427 hatte der Rat die alleinige Herrschaft in der Stadt und im unmittelbaren Umland inne.
Der Rat gliederte sich in den „Inneren Rat“ und den „Großen Rat“. Dabei stellte der Innere Rat das eigentliche Machtzentrum und den Inhaber der Souveränität dar. In ihm waren – neben nur acht Vertretern der Handwerke – ausschließlich die „ratsfähigen“ Familien vertreten, die dadurch das Patriziat der Stadt bildeten. Die Reichsstadt Nürnberg bezeichnete sich – wie auch andere Freie und Reichsstädte oder die italienischen Stadtstaaten – selbst als „Republik“ (res publica). Neben der Anlehnung an das römische Vorbild bedeutet der Begriff hier auch den Gegensatz zu den ansonsten üblichen monarchischen Regierungsformen. „Republik“ darf aber nicht mit „Demokratie“ gleichgesetzt werden. Als bürgerliche Republik mit aristokratischer Verfassungsordnung (von der Geschichtswissenschaft auch als „Aristokratische Republik“ bezeichnet) besaß Nürnberg jedoch trotz solcher Staatsorganisation keine Feudalherrschaft auf der Grundlage des Lehnswesens, sondern bildete eine frühneuzeitliche bürgerliche Gesellschaft, in diesem Fall eine Patrizierherrschaft.

## Geschichte

### Ursprung

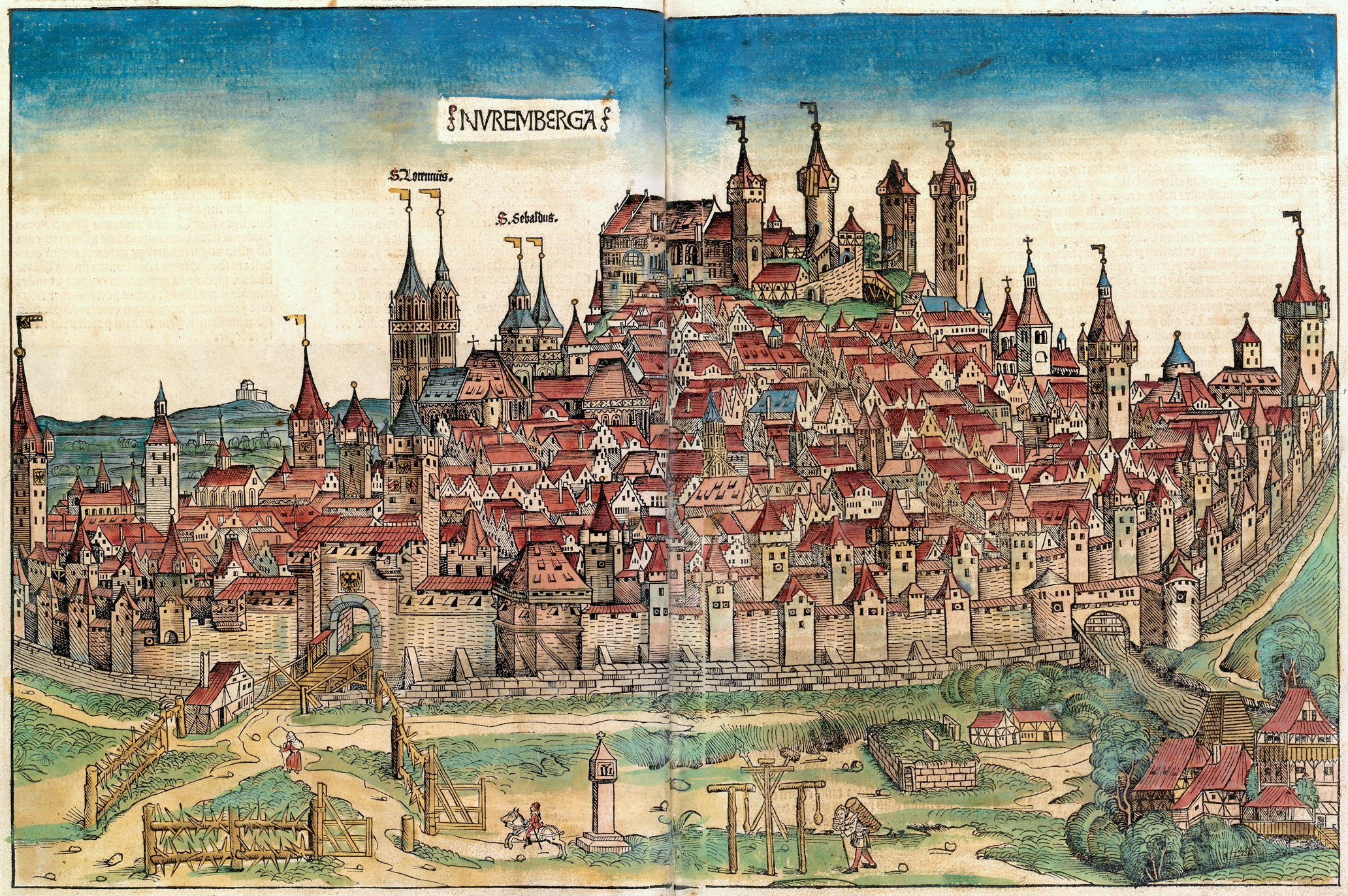
Nürnberger Stadtansicht von 1493

Die für den Rat berechtigten Familien, die sich – allerdings erst seit der Renaissance – ebenfalls nach römischem Vorbild Patrizier nannten, waren die politisch, wirtschaftlich und gesellschaftlich führenden Familien der Reichsstadt. Sie stammten überwiegend aus der unfreien Ministerialität. Nach dem Untergang des Stauferreiches um 1250 zogen Reichsministerialenfamilien aus dem Umland, wie zum Beispiel die Pfinzing, Stromer, Haller, Muffel oder Groß vom bisher von ihnen verwalteten Reichsgut (Terra Imperii) in die Stadt, während sich die vormaligen Statthalter der Stauferkaiser, die Burggrafen von Nürnberg aus dem Hause Hohenzollern, im Umland von Nürnberg große Territorien aneigneten. Es kam aber bald zu Spannungen zwischen dem Rat der Freien Reichsstadt und den Burggrafen, die bereits 1260 ihren Wohnsitz von der Nürnberger Burggrafenburg auf die Cadolzburg verlegten. Nachdem die Burggrafenburg 1420 von Herzog Ludwig VII. von Bayern-Ingolstadt zerstört worden war, verkauften die Hohenzollern 1427 die Burg, das dazugehörige Umland sowie das Burggrafenamt an den Rat der Stadt und wichen so endgültig aus Nürnberg. Fortan wurde die Stadt vom Inneren Rat, der sich aus den Patrizierfamilien rekrutierte, reichsunmittelbar regiert. Aus den Territorien der Hohenzollern bildeten sich in der Folge die beiden Markgrafschaften Brandenburg-Ansbach und Brandenburg-Kulmbach. Im Ersten und Zweiten Markgrafenkrieg versuchten diese dann vergeblich, ihren Einfluss über die wohlhabende Reichsstadt zurückzugewinnen.

### Ratsherrschaft

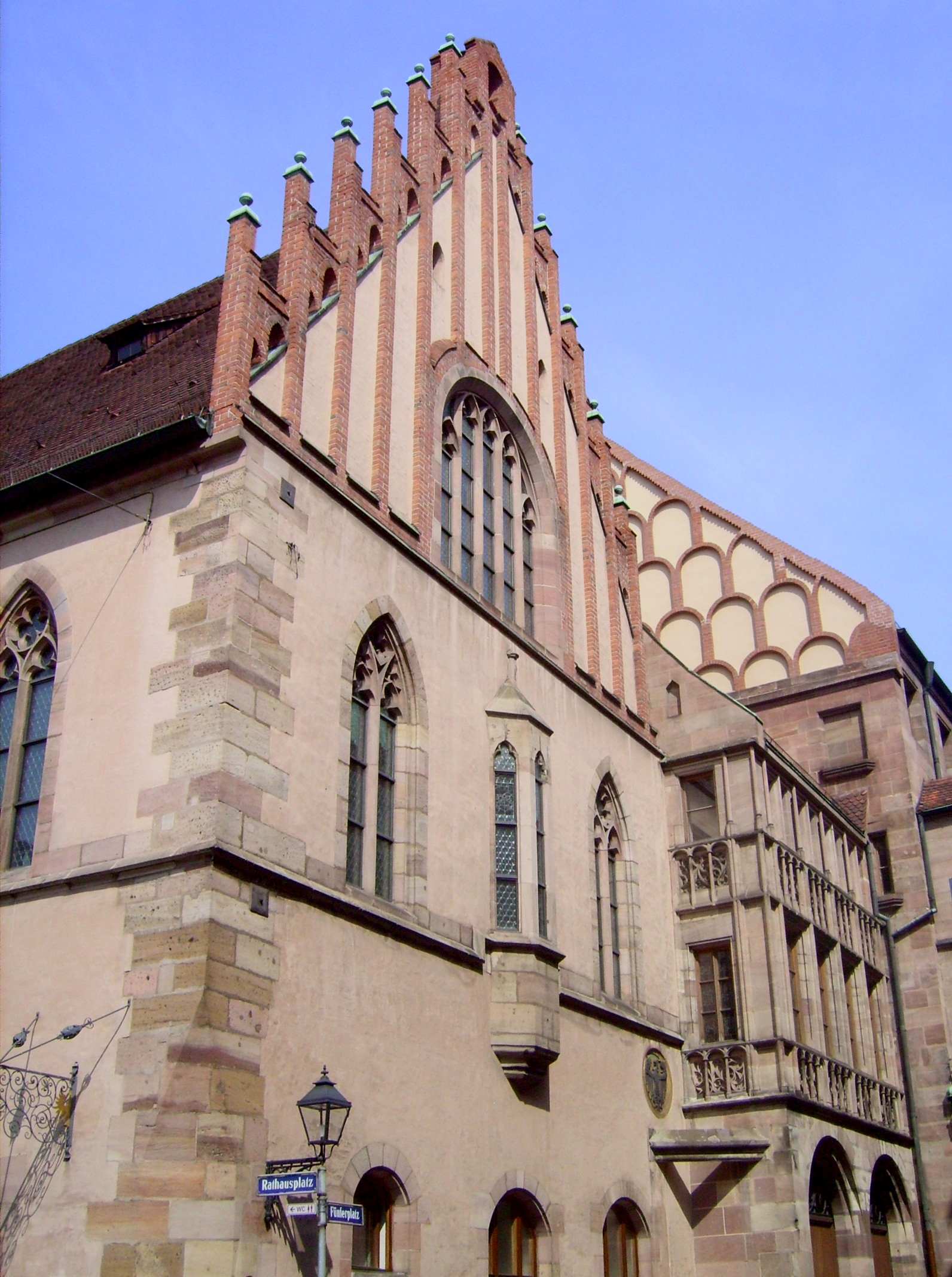
Altes Rathaus, Gotischer Saalbau des Stadtbaumeisters Philipp Groß (ab 1332)

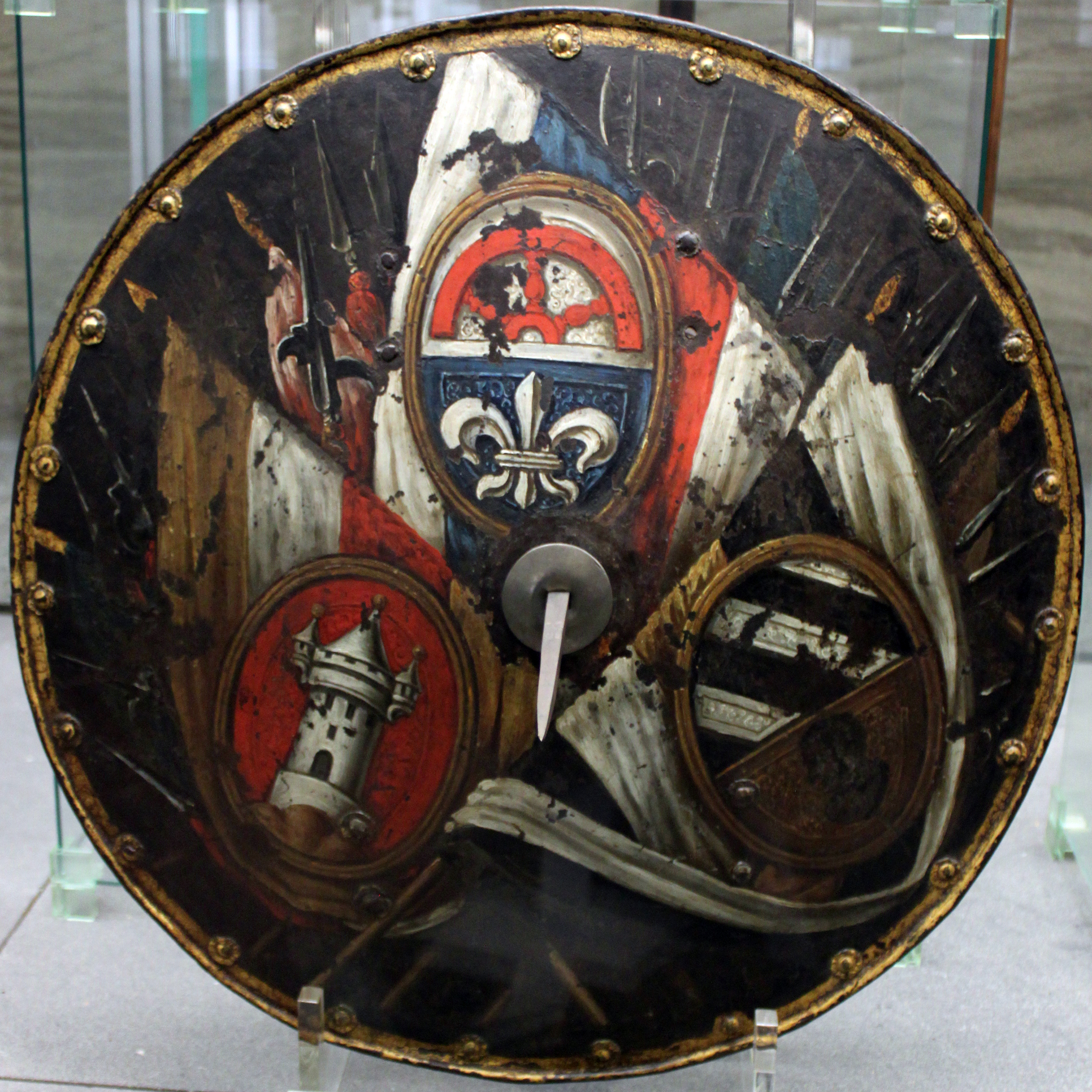
Wappenschild der drei Hauptleute (1590): Volckamer, Harsdörffer und Tucher

Der erstmals 1256 erwähnte Rat bildete um 1285 erste Regeln heraus, die als Gewohnheitsrecht um das Jahr 1320 kodifiziert wurden. Im Rat der Stadt waren die durch ihren Handel reich gewordenen Kaufmannsfamilien vertreten, die zunächst als „Geschlechter“ auftraten. Die Anzahl der Mitglieder und der berechtigten Familien wechselte über die Jahrhunderte hinweg. Insbesondere in späterer Zeit hatten auch einige Handwerkerzünfte ein gewisses Mitspracherecht, rückten jedoch niemals (anders als beispielsweise in den Städten magdeburgischen oder lübischen Rechts) in den Kreis der eigentlichen Ratsfähigkeit ein. Im Unterschied etwa zur Kölner Richerzeche, der Zunft der reichen Patrizier, die bereits 1396 von den Handwerkerzünften entmachtet wurde, blieb der Nürnberger Stadtstaat bis zum Ende des Heiligen Römischen Reichs 1806 das Musterbeispiel einer patrizischen Stadtrepublik. Ähnlich wie etwa die Republik Venedig stand diese unter der oligarchischen Herrschaft eines geschlossenen Kreises von Patrizierfamilien und wie dort war die Verfassung von einer fein abgestimmten Machtbalance zwischen den einflussreichen „Geschlechtern“ sowie den einzelnen Regierungsorganen bestimmt (vgl.: Verfassung der Republik Venedig). Beachtet wurde dabei stets das Prinzip einer sorgfältigen Austarierung von Macht sowie gegenseitiger Kontrolle der verschiedenen Gremien.
Keine Familie durfte mehr als zwei Mitglieder im Rat (Senatoren) stellen, die Mitgliedschaft war meist lebenslang, formell wurden aber die Ratsherren jedes Jahr im Mai, später am ersten Dienstag nach Ostern neu gewählt. Die Wahlvorgänge waren kompliziert, das Ergebnis jedoch stets zuvor abgestimmt. Zwei Consuln saßen dem Rat vor, die „älterer“ und „jüngerer Bürgermeister“ genannt wurden; anders als beim antiken römischen Consulat rotierten diese aber nicht jährlich, sondern monatlich und waren reine Ehrenämter. Der Ältere Bürgermeister war aber das formale Stadtoberhaupt (duumvir primarius) und trat etwa bei kaiserlichen Besuchen als solches auf. Aus den „älteren Bürgermeistern“ wurde wiederum ein Septemvirale gewählt, sieben Personen, welche die eigentliche Regierung der Stadt bildeten und auch Kollegium der Älteren Herren genannt wurden. Aus deren Mitte wiederum wurden die drei Hauptleute bestellt: der „Vorderste Losunger“ (das höchste öffentliche Amt der Reichsstadt, der die Kontrolle über die Finanzen hatte) und sein Stellvertreter, der Jüngere Losunger. Ihnen war die Stadtkasse und die Wahrung der Siegel und Freiheitsbriefe anvertraut. Sie durften keinen Handel und kein Gewerbe mehr betreiben. Dritter war der „Hauptmann“, dem das Kriegs- und Bauwesen unterstand. Verstarb der Vorderste Losunger, folgte ihm der Jüngere Losunger nach und der Hauptmann wurde zum Jüngeren Losunger. Das eher zeremonielle Amt des „Reichsschultheißen“ vertrat den Kaiser in der Stadt und bildete die Spitze der Justiz. Weitere Ehrenämter waren der „Kronhüter und Verwahrer der Reichskleinodien“ und die „Pfleger der Zwölfbrüderhausstiftungen“.
Seit Anfang des 14. Jahrhunderts trat zum eigentlichen „Rat“ noch der „Rat der Genannten“ (oder „Große Rat“) hinzu. Diesem gehörten die von den Ratsherren „genannten“ (also ernannten) Herren an, meist einflussreiche Vertreter der Handwerkerzünfte oder Gewerbetreibende. Der Rat der Genannten trat nur auf Einberufung des „Inneren Rates“ zusammen. Die „Genannten“ galten nicht als „ratsfähig“ (für den „Inneren Rat“), wurden also auch nicht als Teil des (patrizischen) Stadtregiments betrachtet. Es gab jedoch um die Patrizierfamilien herum einen weiteren Kreis von angesehenen handeltreibenden Familien, die als „Erbare“ bezeichnet wurden. Deren Angehörige waren „gerichtsfähig“, konnten also einem unter der Autorität des Rates stehenden Gerichtshof vorsitzen. Mit den „erbaren“ Familien gingen die „ratsfähigen“ patrizischen Familien auch Ehen ein und aus ihrem Kreis sind später einige Familien als Nachrücker für ausgestorbene Geschlechter in den „Inneren Rat“ und damit ins Patriziat aufgenommen worden.
Die Stadt besaß im Umland zeitweilig bis zu elf Pflegämter, durch die sie ihr reichsunmittelbares Territorium verwaltete. Als Pfleger auf den Pflegschlössern amtierten meist Patrizier. Sie unterstanden einem der Septemviri, der zum „Präfekt der Provinzen“ bestellt war. Außerdem besaßen rund 40 Familien sowie eine Reihe von Institutionen des Rates, darunter vor allem das Heilig-Geist-Spital und nach der Reformation auch das „Nürnberger Landalmosen“, ausgedehnte Grundherrschaften und abgabepflichtige Untertanen im Nürnberger Umland.

### Stadtadel

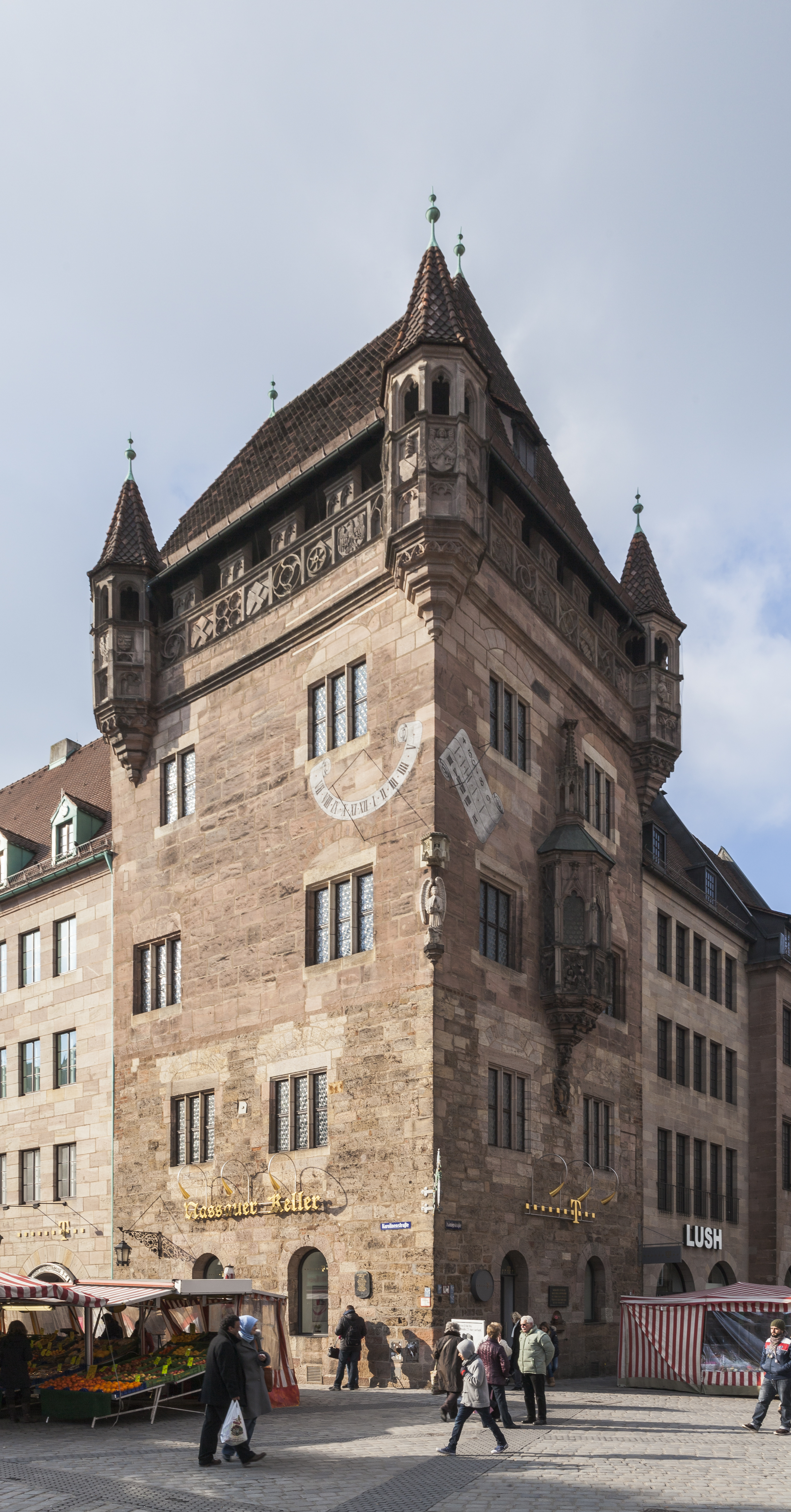
Nassauer Haus, letzter Wohnturm Nürnbergs

Zwischen dem Landadel und dem Stadtadel gab es anfangs noch keine großen Unterschiede. So errichteten sich die ältesten Geschlechter noch Wohntürme in der Stadt, wie es die Ministerialen auf dem Land taten. Von den um 1430 in Nürnberg existierenden 65 „Geschlechtertürmen“ ist heute lediglich das Nassauer Haus noch erhalten, anders als etwa in Regensburg, wo es noch mehr Beispiele gibt. Doch seit etwa der Mitte des 14. Jahrhunderts gingen die Wege auseinander. Der neue Stadtadel gelangte in der Regel zu großem Reichtum durch Handel, insbesondere mit Gewürzen und Tuchen, wobei Handelsverbindungen bis nach Köln und Flandern, Lyon, Bologna und Venedig reichten, auch nach Böhmen, Österreich und Ungarn, ferner durch einträgliche Beteiligungen am Bergbau, besonders in der Oberpfalz, in Thüringen und Tirol, sowie durch Finanzgeschäfte. Der Reichtum des Patriziats ermöglichte ihm allmählich die Begründung einer Städtearistokratie. Patrizier waren zwar Kaufleute, aber sie widmeten sich – im Gegensatz zu denjenigen, die „nach Elle, Pfund und Lot“ verkauften – ausschließlich dem Groß- und Fernhandel.
Die landsässigen Adelsgeschlechter des Fränkischen Ritterkreises, die von den eher bescheidenen Abgaben ihrer Grundherrschaften lebten, sofern sie nicht einträgliche Hofämter oder Militärpositionen innehatten, nahmen nicht selten Kredit bei den reichen Nürnberger Patriziern auf. Dafür sprachen sie diesen aber die Ebenbürtigkeit ab und damit auch die Stifts- und die Turnierfähigkeit, da die Kaufleute in ihren Augen keine ritterliche Lebensweise mehr führten und deshalb, ungeachtet ihrer teilweise adeligen Herkunft, ihre Standeszugehörigkeit „verwirkt“ hätten. Sie blickten von ihren stolzen Burgen halb hochmütig, halb missgünstig auf die „Pfeffersäcke“ herab, die innerhalb der Stadtmauern in ihren Handelskontoren werkelten. Diese wiederum bekämpften – im Bunde mit anderen Städten sowie den Fürsten – das aufkommende Raubrittertum des verarmenden Landadels, etwa den Schnapphahn Thomas von Absberg, der mehrere Nürnberger Handelsherren auf dem Gewissen hatte, im Fränkischen Krieg von 1523.

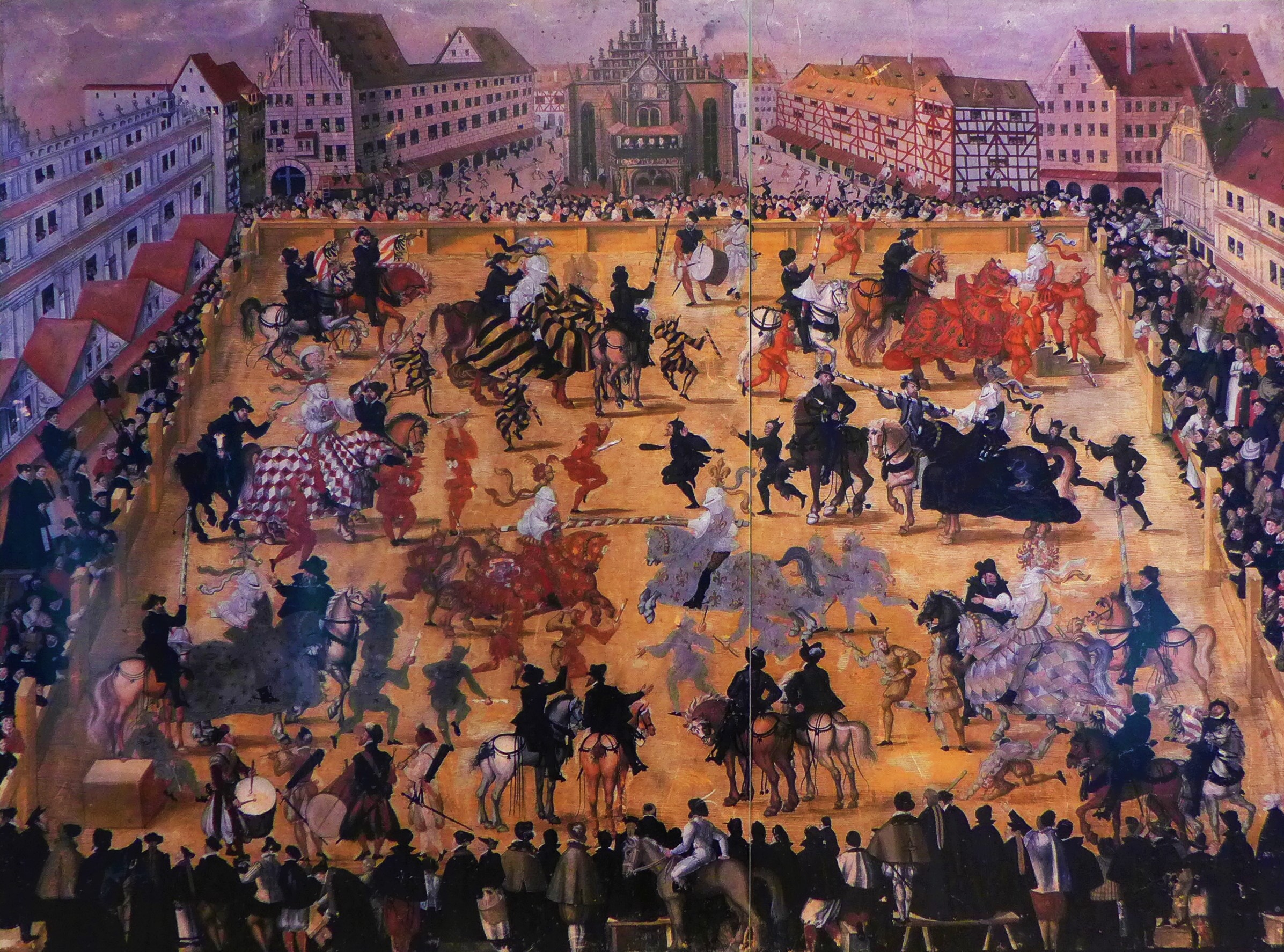
1561: Gesellenstechen der Patriziersöhne auf dem „Großen Markt“ vor der Frauenkirche

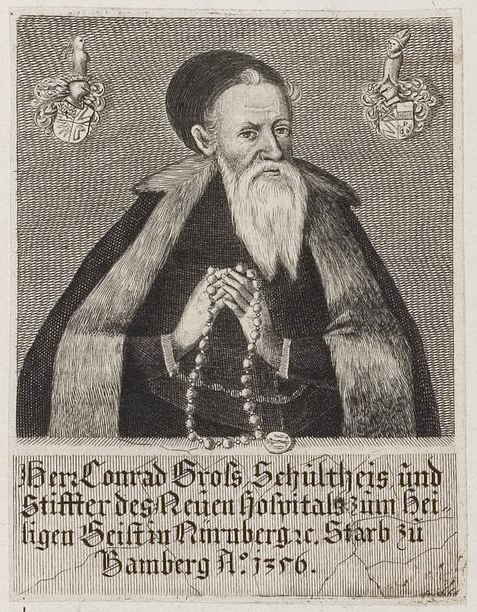
Konrad Groß (um 1280–1356), Patrizier und Stifter

Da der Ritteradel die Patrizier zu den Adelsturnieren nicht zuließ, führten die Söhne der Patrizier regelmäßig und geradezu demonstrativ sogenannte „Gesellenstechen“ durch, festliche ritterliche Lanzenstechen auf dem Großen Markt (heute Hauptmarkt), um ihren Rang zu unterstreichen, das letzte Mal im Jahre 1561. Das Patriziat begann auch, eigene Klöster zu stiften, die ihnen zur Versorgung jüngerer Kinder sowie als Grablegen dienten, so 1287 das Karmelitenkloster durch die Familie Peßler, 1295 das Dominikanerinnenkloster (Katharinenkloster) durch die Neumarkter und Pfinzing, 1380 das Kartäuserkloster vom Kaufmann Marquard Mendel und 1412 das Terziarinnenspital durch die Klarissenäbtissin Katharina Pfinzing. 1343 beteiligte sich der Patrizier Konrad Groß an der Gründung des Zisterzienserinnenklosters Himmelthron in Großgründlach und stiftete 1345 auch das Kloster Pillenreuth für die Augustinerchorfrauen. Bereits 1331 hatte er in Nürnberg das Heilig-Geist-Spital gestiftet. Die letzte Klostergründung war 1422 das für den Birgittenorden gestiftete Kloster Gnadenberg in der Oberpfalz. Es lag zwar nicht im Einflussbereich Nürnbergs, sondern wurde vom Pfalzgrafen von Neumarkt gestiftet, allerdings mit starker Unterstützung der Nürnberger Patrizier, insbesondere der Fürer, und die Stadt hatte bis zur Reformation die Schutzherrschaft über das Kloster inne.
Viele Patrizierfamilien ließen sich vom Kaiser ihre Adelsqualität durch kaiserliche Adels- oder Wappenbriefe individuell bestätigen, häufig verbunden mit Wappenbesserungen und Rangkronen, oft gegen Bezahlung. Andere Familien fügten, um zu demonstrieren, dass sie sich adelig fühlten, ihrem ursprünglichen Familiennamen einen Zusatz mit „von“ und dem Namen eines zugekauften Landsitzes an. In vielen Fällen gelang es ihnen später, sich diesen eigenmächtigen Zusatz vom Kaiser als Adelsprädikat bestätigen zu lassen.
Die Heiratsregeln waren restriktiv, man blieb zumeist unter sich, obgleich etwa die von Dürer porträtierte Elsbeth Tucher aus eher bescheidenen Verhältnissen stammte. Konnubium mit dem Landadel fand eher selten statt, nicht bloß wegen der Standesvorbehalte der Rittergeschlechter, sondern auch weil deren Besitzungen lehnsgebunden waren und sie daher den Kaufleuten keine Mehrung ihres Vermögens in Aussicht stellen konnten. Auch verfügten die Ritter selten über Bargeld und nie über nützliche Handelskontakte. Es gab dennoch solche Verbindungen, die den Patriziern zumindest Prestige einbrachten, so war etwa die Mutter des berühmten Stifters Konrad Groß (aus der reichen Ratsfamilie Groß) eine geborene von Vestenberg.

### Kooptation

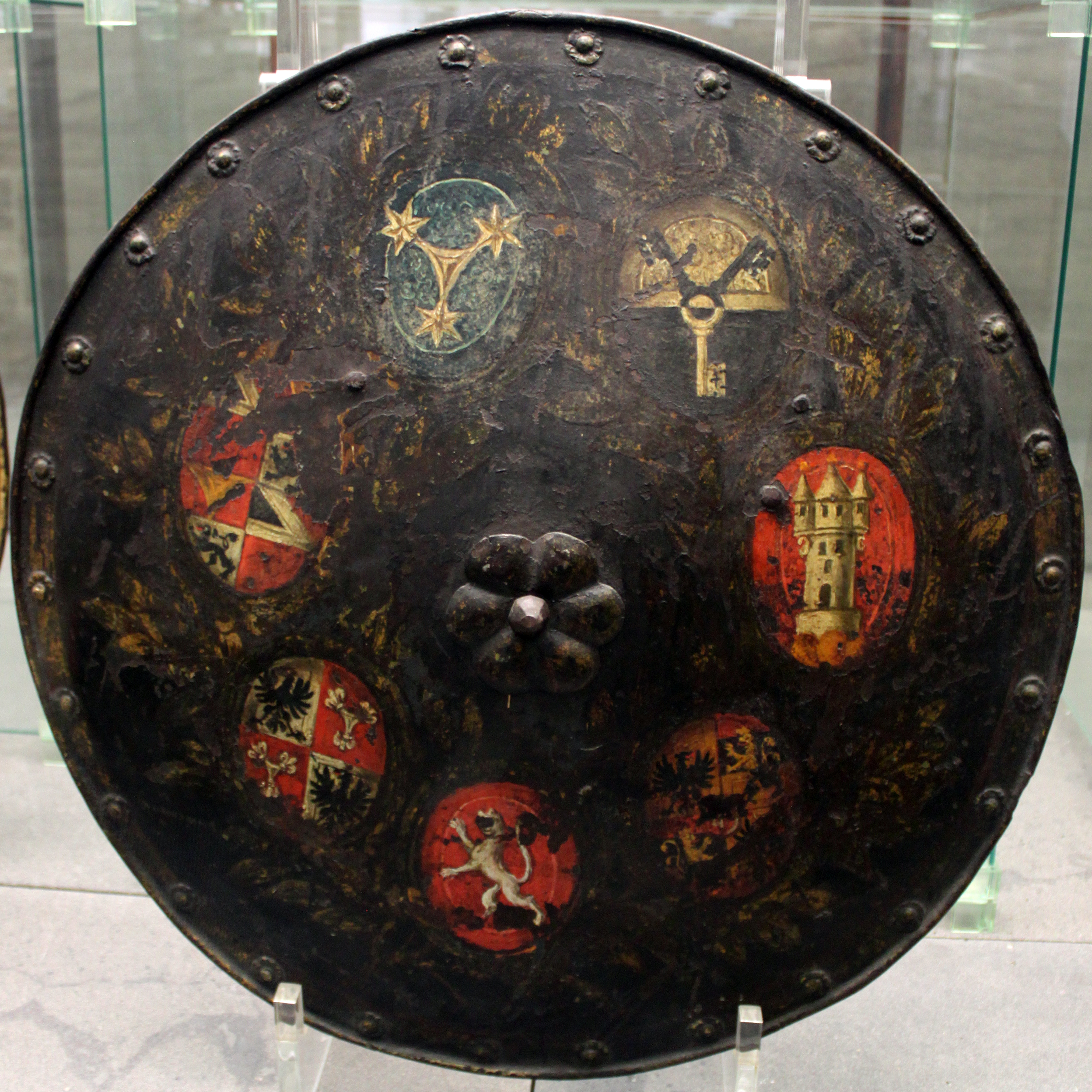
Rundschild mit den Wappen der Sieben älteren Herren, 1590. Von oben im Uhrzeigersinn: Geuder, Schlüsselfelder, Harsdorffer, ?, Tetzel, Nützel, Haller; Germanisches Nationalmuseum

Durch das Aussterben vieler stadtadeliger Familien im Laufe des späten Mittelalters war man gezwungen, den Rat durch Kooptation neuer „ehrbarer Familien“ zu ergänzen. Auch wanderten einige alte Ratsfamilien aus Nürnberg ab.
Die „Ehrbarkeit“ galt anfangs als zweiter Stand; später wurden einige ihrer Familien, die sich durch Wohlstand und Einheiraten in die älteren Patrizierfamilien auszeichneten, ebenfalls dem Patriziat zugerechnet. Im 15. Jahrhundert fanden auf diese Weise zweiundzwanzig neue Familien den Aufstieg zu den Ratsfähigen, darunter auch die bald schon einflussreichen Kreß, Rieter und Harsdörffer. Aus dem Handwerksstand schafften nur die Fütterer die Aufnahme in den Inneren Rat, nachdem sie über Finanzgeschäfte und das Verlagswesen zu erheblichem Wohlstand gekommen waren. Vielfach wurden auch Geschlechter, die aus oberdeutschen Städten zugezogen waren, wie etwa die bedeutenden Welser aus Augsburg, die Ehinger aus Ulm und Memmingen, sowie eine Reihe von Familien aus der Gegend um Lauingen in Schwaben, in den Rat kooptiert, darunter auch so bekannte Familien wie ab 1350 die Imhoff und ab 1396 die Paumgartner.
Der Kreis der ratsfähigen Familien wurde, mit dem Erlass des Tanzstatuts von 1521, endgültig festgeschrieben und das Patriziat von zweiundvierzig Familien schloss sich kastenartig ab. Nach diesem Erlass bestimmte das Geblütsprinzip der „genießenden Familie“ die Nürnberger Gesellschaft und Politik, denn nur diese zweiundvierzig Familien waren ratsfähig. (Eine ähnliche Abschließung hatte in der Republik Venedig, mit der man in Handelsverbindungen stand, bereits 1297 stattgefunden, wo seither nur noch die Nobilhòmini zum Großen Rat der Republik zugelassen waren. Dennoch blieben die venezianischen Patrizierfamilien bis zum Ende der Republik 1797 fast immer Kaufleute, anders als die Nürnberger.)
Von 1536 bis 1729 wurden nur noch die Schlüsselfelder kooptiert. Aufgrund des Aussterbens einiger Familien musste im 18. Jahrhundert zunächst sechs Familien (1729: Gugel, Oelhafen, Peßler, Scheurl, Thill und Waldstromer) und 1788 nochmals drei (Peller, Praun und Woelckern) die „Gerichts- und Ratsfähigkeit“ zuerkannt werden, da nicht mehr alle Ämter und Deputationen besetzt werden konnten.
Wie auch die handeltreibenden Ratsgeschlechter der meisten anderen deutschen Reichsstädte bekannten sich die Nürnberger Patrizierfamilien seit der Reformation 1517 nach und nach zum evangelischen Glauben, wenn auch manche anfangs zögerten. Bereits 1516 hatte Luthers Lehrer Johann von Staupitz durch seine Predigten in Nürnberg bei namhaften Bürgern Eindruck gemacht. Nach dem vom Rat anberaumten und vom Ratskonsulenten Christoph Scheurl geleiteten Nürnberger Religionsgespräch vom 3. bis 14. März 1525 wandte sich Nürnberg in mehreren Ratsbeschlüssen offiziell der lutherischen Lehre zu. Am 21. April 1525 verbot der Rat katholische Messen.

### Ritterschaft

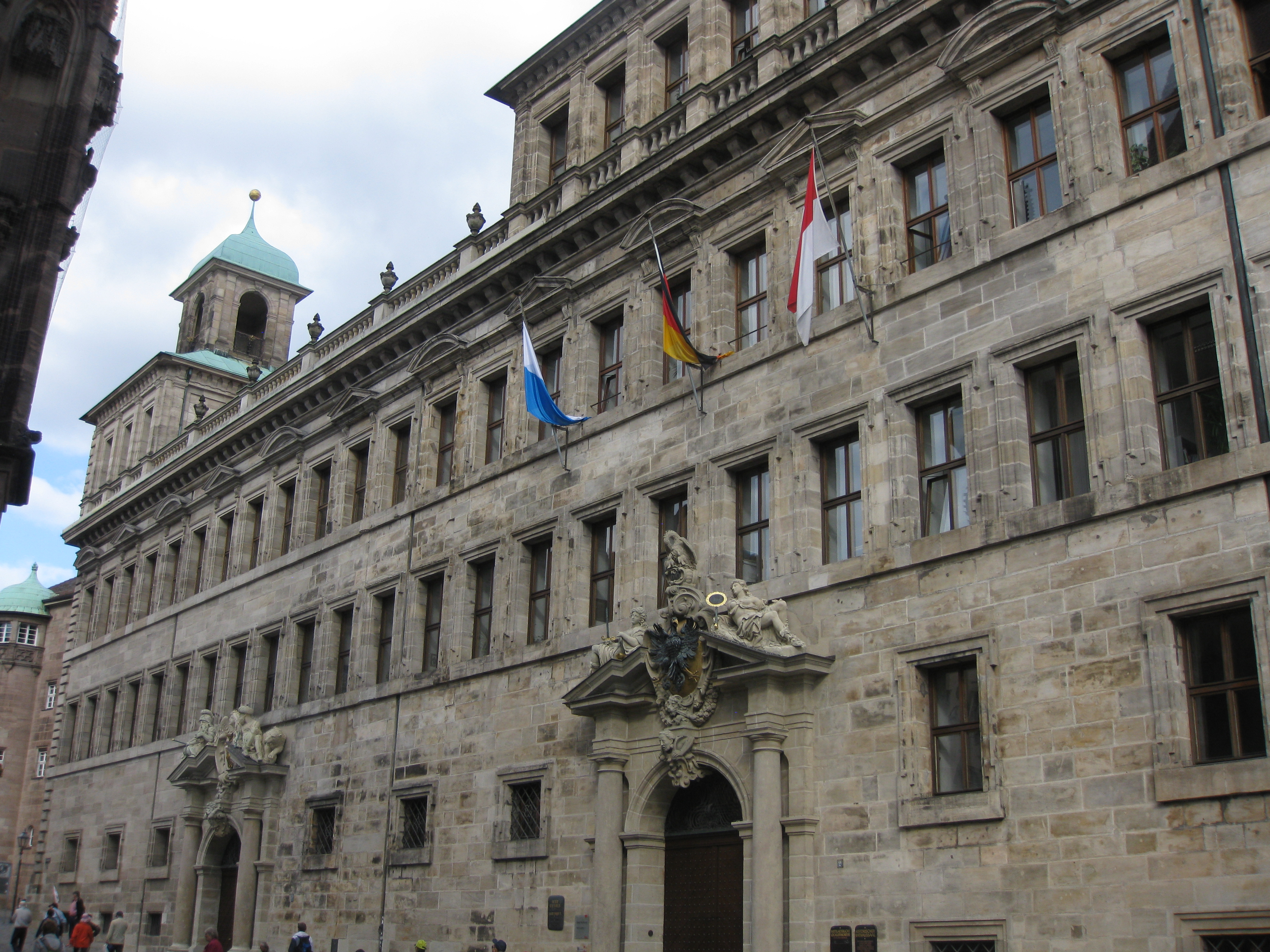
Altes Rathaus, Vierflügelanlage des Stadtbaumeisters Wolf Jacob Stromer (ab 1616)

Obwohl neununddreißig Patrizierfamilien die Eigenherrschaft über rund 3.000 bäuerliche Hintersassen im Nürnberger Umland besaßen, wurde ihnen vom Ritteradel des Fränkischen Ritterkreises, des die Stadt umgebenden Kreises der Reichsritterschaft, die Ebenbürtigkeit abgesprochen, mit Ausnahme der Rieter von Kornburg.
Als der Streit um die Gleichrangigkeit, die Titulatur und Anrede im Jahre 1654 eskalierte, wandte sich das Patriziat an den Kaiser. In den Privilegien von 1696 und 1697 bestätigte Kaiser Leopold den patrizischen Familien ihren alten Adel und das Recht, neue Familien aufzunehmen. Er stellte fest, dass sie lange „ehe sie sich in die Stadt begeben, in einem adeligen und Rittermäßigen Stand“ gelebt hätten, wären zu Turnieren zugelassen gewesen, zu Rittern geschlagen und in adelige Stifte und Ritterorden aufgenommen worden, enthielten sich aller Handelsgeschäfte (!) und anderer bürgerlicher Gewerbe, und ihnen wäre die Regierung einer volkreichen Stadt anvertraut. Dem Rat wurde korporativ (als Stand) das Prädikat „Edel“ zugestanden und den drei Vordersten Ratsherren seit 1721 der Titel „Wirklicher Geheimer Rat des Kaisers“ verliehen, wodurch sie in Rang und Titel den Ritterhauptleuten der Reichsritterschaft gleichgestellt waren.
Der Reichsritterschaft gegenüber mussten die Ansprüche auf Ebenbürtigkeit und die Titulatur „Edel“ jedoch erst noch durchgesetzt werden. Mehrere patrizische Familien, wie die Geuder, Kreß, Welser, Tucher, Imhoff und Holzschuher, konnten in den folgenden Jahrzehnten durch den Erwerb von Rittergütern ihre Immatrikulation bei der Reichsritterschaft im Fränkischen Ritterkreis erreichen. Es galt nur für das Nürnberger Patriziat, dass ein Ratssitz in der Stadt und die Mitgliedschaft in der freien Reichsritterschaft in einer Person vereinigt werden konnten. Um beim Ritterkanton aber ein Amt übernehmen zu können, mussten Patrizier ihr Bürgerrecht aufgeben, wie etwa Johann Philipp Geuder (1597–1650), der sogar Direktor der Reichsritterschaft in Franken, Schwaben und am Rhein wurde. Gleichrangigkeit und Gleichwertigkeit mit der freien Reichsritterschaft hatten die ratsfähigen Familien jedoch zweifellos in kaiserlichen und fürstlichen Verwaltungsdiensten und beim Militärdienst erlangt. Sie stiegen im Offizierkorps des Fränkischen Reichskreises und im kaiserlichen Heer bis in die höchsten Ränge auf.
Durch die Rieterstiftung wurde die Stadt Nürnberg 1753, nach dem Aussterben der Rieter von Kornburg, selbst Mitglied der Reichsritterschaft, denn die Grund- und Schlossherrschaften Kornburg, Kalbensteinberg und Untererlbach hatten die Rieter dem Heilig-Geist-Spital und damit der Stadt hinterlassen; auf diese Weise gelangten auch die jeweiligen Stiftungsverwalter aus dem Patriziat in die Ritterschaft.

### Nobiles Norimbergenses

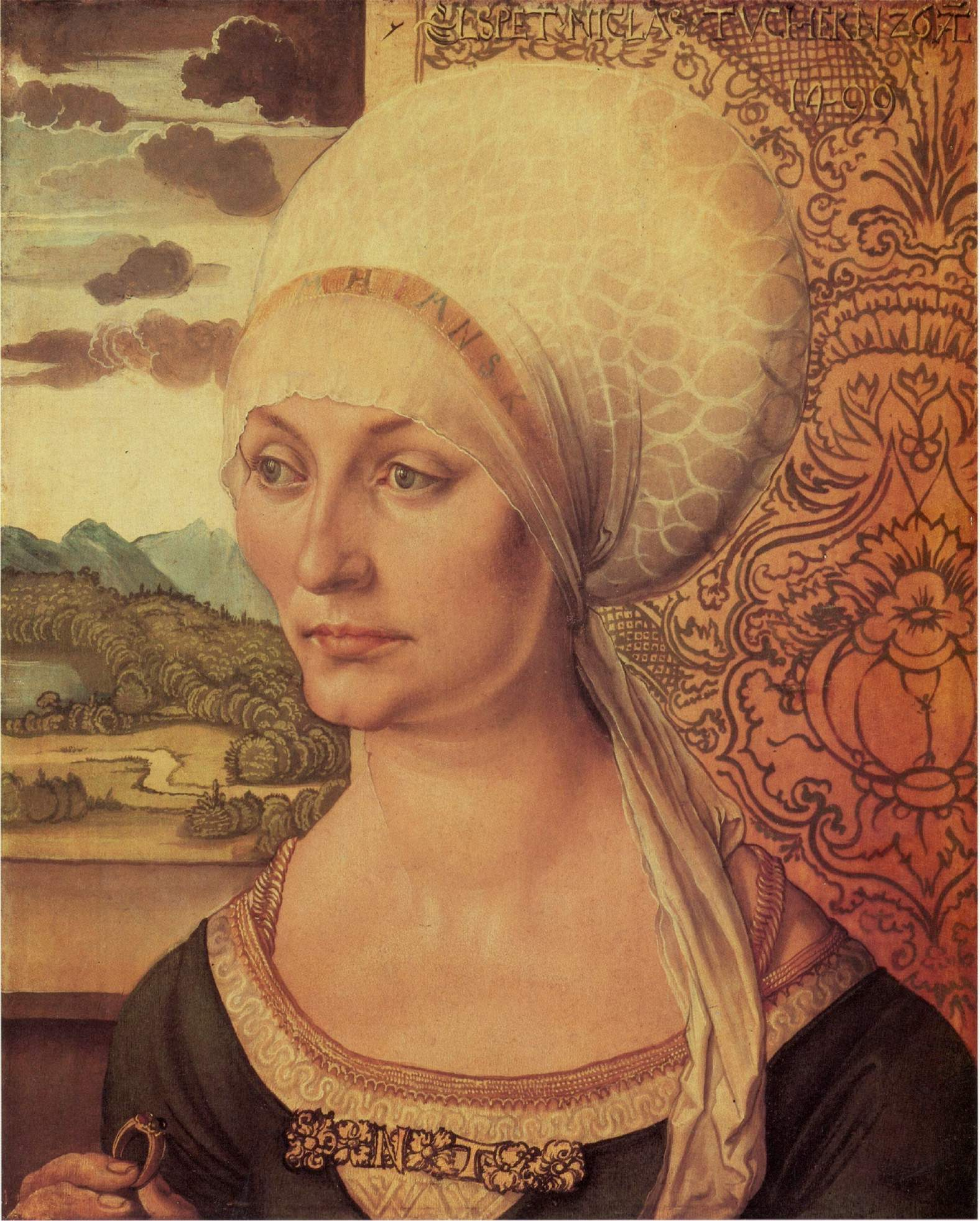
Bildnis der Elsbeth Tucher von Albrecht Dürer, 1499

Die reichen Patrizier, auch als Nobiles Norimbergenses bezeichnet, hoben sich durch die Kleiderordnungen als erster Stand deutlich hervor. Bis zum Erlass des Tanzstatuts 1521 war in Nürnberg die Bildung einer hierarchisch in fünf Stände gegliederten Gesellschaft abgeschlossen. Die sozialen Abgrenzungen waren durch Titel, Kleidung und Lebensaufwand exakt definiert und beispielsweise in Kleiderordnungen obrigkeitlich geregelt. Ein von Rat erlassenes Modediktat regelte Form, Qualität und Ausschmückung dessen, was die Vertreter des ersten Standes, zur Aufrechterhaltung der Ständeordnung, tragen sollten.
Als erster Stand hatte sich die oligarchische Gruppe des Patriziats etabliert, 42 Familien, die als einzige „ratsfähig“ (für den Inneren Rat) waren und die alleinige Macht in der Reichsstadt und ihrem Landgebiet ausübten. Den zweiten Stand bildeten die Großkaufleute und die bedeutenden Juristenfamilien, die im Größeren Rat vertreten waren und später auch als „Ehrbarkeit“ bezeichnet wurden. Diese standen den Patriziern an Reichtum und Wirtschaftskraft oft kaum nach. Die übrigen Kauf- und Handelsleute des Größeren Rats sowie die acht Handwerksherren des Kleineren Rats machten den dritten Stand aus. Die Kleinhändler und Handwerker des Größeren Rats zählten zum vierten Stand. Hierzu war z. B. auch der Handwerker Albrecht Dürer (1471–1528) zu rechnen. Alle übrigen Bürger der Stadt bildeten den fünften Stand. Dem ersten bis vierten Stand gehörten von etwa 50.000 Einwohnern Nürnbergs im 16. Jahrhundert nur etwa 400–450 Personen an.
Die unterhalb des Patriziats angesiedelten Stände trugen allerdings nicht unwesentlich zum Reichtum der Stadt bei. Die Jahre um die Jahrhundertwende zwischen 1470 und 1530 gelten als Goldenes Zeitalter. Die Stadt handelte mit nahezu allen Teilen der damals bekannten Welt, ihre Kaufleute unterhielten Handelsniederlassungen in vielen Städten. Es ging das Sprichwort um: „Nürnberger Tand geht durch alle Land“. Man nannte die Stadt auch „des Reiches Schatzkästlein“. Künstlerisch hochstehende Handwerker wie Dürer, Veit Stoß und Adam Kraft schufen große Werke, die technische Erfindungsgabe wurde als Nürnberger Witz bekannt. Auch Patrizier wie die Ratsherren und Humanisten Willibald Pirckheimer, Hieronymus Holzschuher, der reisende Tuchhändler und Globus-Erfinder Martin Behaim, der Landpfleger und technische Zeichner Martin Löffelholz von Kolberg († 1533) oder der Pflegherr und Kartograph Paul Pfinzing nahmen an diesen Entwicklungen teil.
Die Patrizier zogen sich im Laufe des 17. Jahrhunderts aber mehr und mehr von den Handelsgeschäften zurück, erwarben ausgedehnte Landgüter und pflegten auf ihren prunkvoll ausgestatteten Herrensitzen im Umland der Reichsstadt demonstrativ den adeligen Lebensstil wie ihn die Reichsritter und die Ritterschaft der umgebenden Fürstentümer pflegten. Ihre Söhne nahmen fremde Hof- und Kriegsdienste an, andere wandten sich unter Aufgabe ihres Bürgerrechts der fränkischen Reichsritterschaft zu, nachdem sie Grundherrschaften mit entsprechendem Status erworben hatten. Immerhin besaßen 39 Patrizierfamilien im 17. Jahrhundert die Eigenherrschaft über rund 3.000 bäuerliche Hintersassen im Nürnberger Land. Die kaufmännische Betätigung überließen sie den unteren Ständen. Sie vernachlässigten darüber aber vor allem die wirtschaftlichen Belange der ihnen anvertrauten Stadt und trugen mit ihrer Prunksucht maßgeblich zur immer weiter zunehmenden Verschuldung Nürnbergs bei.
Gegen Ende des 16. Jahrhunderts hatten sich die bisherigen Handelsströme aus der Levante, über Italien und die Alpen in die süddeutschen Reichsstädte, nach dem Norden verlagert. Einige Generationen nach den Nürnbergern erlebten nun die Patrizier der niederländischen Hafenstädte ihr Goldenes Zeitalter. Auch führten die Edelmetalle aus Amerika zu einer Geld- und Absatzkrise. Spanien, Frankreich und die Niederlande erklärten im Zuge ihrer Kriege untereinander mehrfach den Staatsbankrott. Die Welser verkauften 1610 ihre Nürnberger Niederlassung und ihre Augsburger Handelsgesellschaft war 1614 zahlungsunfähig. Auch die letzten noch im Fernhandel tätigen Ratsgeschlechter, die insbesondere im Safranimport engagierten Tucher und Imhoff sowie die Pfinzing, zogen sich schließlich auf ihre Landgüter zurück. Wenn einzelne Geschlechter aber das patrizische Niveau nicht mehr halten konnten und sich beruflich und ehelich in die unteren Stände begaben, wie die Schürstab im 17. Jahrhundert, wurden sie aus dem Patriziat verstoßen.
Der Dreißigjährige Krieg spülte viele protestantische Exulanten aus den Habsburger Erblanden (Österreich, Böhmen und Ungarn) in die Stadt, darunter zahlreiche Adelsfamilien, die ihren heimischen Besitz durch Verkauf oder Enteignung verloren hatten. Sie verbanden sich bisweilen auch ehelich mit den Nürnberger Ratsgeschlechtern. Das Schloss Oberbürg in Laufamholz wurde ab 1637 unter den Khevenhüller und ihren Erben, besonders durch die Gräfin Margaretha Susanna von Polheim von 1693 bis 1721, zum gesellschaftlichen Mittelpunkt der österreichischen Glaubensflüchtlinge.
In der folgenden Barockzeit entfalteten in den umliegenden Stiftsresidenzen wie Würzburg, Bamberg und Mainz die dort herrschenden Kirchenfürsten gewaltige Pracht mit Kirchen- und Schlossbauten („Schönborn-Zeit“) sowie aufwändigen Festlichkeiten. Der in ihren Diensten gut verdienende Stiftsadel baute sich ebenfalls eine Reihe prächtiger Schlösser. Aus Prestigegründen gaben daher auch die Nürnberger Patrizier das (nicht mehr so reichlich hereinkommende) Geld mit vollen Händen aus. Erstmals etwas bekannt wurden diese Missstände 1696 durch den vordersten Losunger Paul Albrecht Rieter von Kornburg. Er versuchte diesen Fehlern entgegenzuwirken, die Finanzen neu zu ordnen und die Staatsverschuldung abzubauen, drang jedoch beim Rat nicht durch. Aus Protest legte er sein Amt nieder, gab sein Bürgerrecht auf, schloss sich der Reichsritterschaft an und zog sich nach Kornburg zurück.

### Ende des Patriziats
Nach Ende der reichsstädtischen Zeit, wurde der Rat der Stadt entmachtet. Am 28. Oktober 1808 löste der bayerische König den bisherigen patrizischen Rat und alle Institutionen der Stadtregierung auf und beendete damit die reichsstädtische Verfassung. Das Wirtschaftsbürgertum, welches bisher durch die patrizische Herrschaft vom Stadtregiment weitgehend ausgeschlossen gewesen war, sympathisierte mit der neuen bayerischen Herrschaft, von der es sich politische Teilhabe sowie Handelsvorteile infolge der Einbeziehung in den größeren bayerischen Wirtschaftsraum versprach. Das Königreich Bayern erkannte die Ebenbürtigkeit des alten Patriziats mit dem bayerischen Adel an. Von den fünfundzwanzig beim Übergang an Bayern noch existierenden Patriziergeschlechtern wurden die – im Tanzstatut von 1521 gelisteten – alten Familien 1813 in die Freiherrenklasse immatrikuliert. Die erst im Verlauf des 18. Jahrhunderts kooptierten Familien wurden dagegen nur in die Klasse der einfachen Adeligen aufgenommen.
Die Nürnberger Patrizier hatten seit dem Spätmittelalter zahlreiche ländliche Grundherrschaften im Umland erworben. Da diese Besitze meist bald wieder verkauft wurden, waren manche Familien dazu übergegangen, sie in Familienstiftungen einzubringen (in Nürnberg „Vorschickung“ genannt), die meist von den Familienältesten administriert wurden und bei Aussterben der Familie von Administratoren aus verwandten Geschlechtern übernommen wurden. Bayern hob die Familienstiftungen 1808 auf, was zu zahlreichen Verkäufen führte. Später gelang es jedoch, die verbliebenen Stiftungsbesitze in der Form des Fideikommisses fortzuführen. Diese wiederum wurden 1919 abgeschafft. Erneut gelang einigen Stiftungen, in privatrechtlicher Form bis heute zu überdauern. Auch der verdiente Bürger, Handelsherr und Kunstmäzen Paul Wolfgang Merkel (1756–1820), der in der schwierigen Zeit des Untergangs der Ratsherrschaft zahlreiche Kunstschätze von Patrizierfamilien aufkaufte, griff auf das überkommene Institut der Familienstiftung zurück, um seinen Nachlass zu erhalten, der heute den Grundstock des Germanischen Nationalmuseums bildet. Dort und auf solchen Patriziersitzen, die bis heute stets weitervererbt wurden, finden sich noch zahlreiche Zeugnisse patrizischer Kultur, so im Nürnberger Tucherschloss und im Schloss Neunhof bei Nürnberg (beide private Museen) und auf Familiensitzen wie Eschenbach, Diepoltsdorf, Fischbach, Großgründlach, Grünsberg, Haimendorf, Heroldsberg, Kirchensittenbach, Kugelhammer, Lichtenhof, Neunhof/Lauf, Simmelsdorf, Schwarzenbruck und Weiherhaus. Auch die alten Nürnberger Kirchen, allen voran die Sebaldkirche und die Lorenzkirche, sind gefüllt mit Stiftungen (Altären, Fenstern, Statuen, Gemälden, Epitaphien und Totenschilden) der Ratsfamilien.
Die Interessen der Patrizier wurden nach dem Übergang an Bayern durch den 1799 von ihnen gegründeten Selekt des Nürnberger Patriziats vertreten, eine ständische Korporation, die als private Vereinigung der ehemaligen Patrizierfamilien bis heute besteht. Zuvor war eine solche Patriziergesellschaft, wie es sie in anderen Städten schon seit dem Mittelalter gab, aufgrund der faktischen Alleinherrschaft der Nürnberger Patrizier im Inneren Rat nicht erforderlich gewesen. Dem Selekt ging es anfangs um die Anliegen der patrizischen Familienstiftungen gegenüber einer kaiserlichen Subdelegationskommission, die bestimmte Reformvorhaben überprüfen sollte, welche seit 1785 von den Kaufleuten und Marktvorstehern durchgesetzt worden waren. Nach dem Übergang an Bayern ging es den Patriziern um die Wahrung ihres Standes, um das Kapital, das die patrizischen Familien und ihre Stiftungen der stark überschuldeten Stadt geliehen hatten, um ihren umfangreichen Grundbesitz samt eigenherrschaftlichen Rechten und Jurisdiktion sowie um die Verhinderung eventueller Benachteiligungen bei der Einführung neuer Steuersätze. Der Selekt intervenierte auch gegen die Bestimmungen des bayerischen Fideikommissedikts von 1808 und vertrat die Interessen der Familienstiftungen (Vorschickungen).
Am 1. Oktober 1848 trat ein Gesetz in Kraft, mit dem sämtliche Sonderrechte ehemaliger Grundherren, somit auch der Nürnberger Patrizier, aus kaiserlicher Zeit aufgehoben wurden. Dazu gehörte vor allem das Recht, eigene so genannte „Patrimonialgerichte“ zu unterhalten, mit denen die Grundherren im Rahmen der Niedergerichtsbarkeit über ihre Untertanen eigenständig richten konnten. Die bisherigen grundherrschaftlichen Bindungen mit den Bauern der Umgebung wurden aufgelöst und den Bauern die Möglichkeit gegeben, mit staatlicher Unterstützung die Grundlasten abzulösen, ein Prozess, der bis in die Inflationszeit des 20. Jahrhunderts andauerte.
Nach dem Ende der patrizischen Ratsherrschaft wurde nur noch ein einziger Vertreter des Patriziats Erster Bürgermeister, Otto Stromer von Reichenbach von 1867 bis 1891.

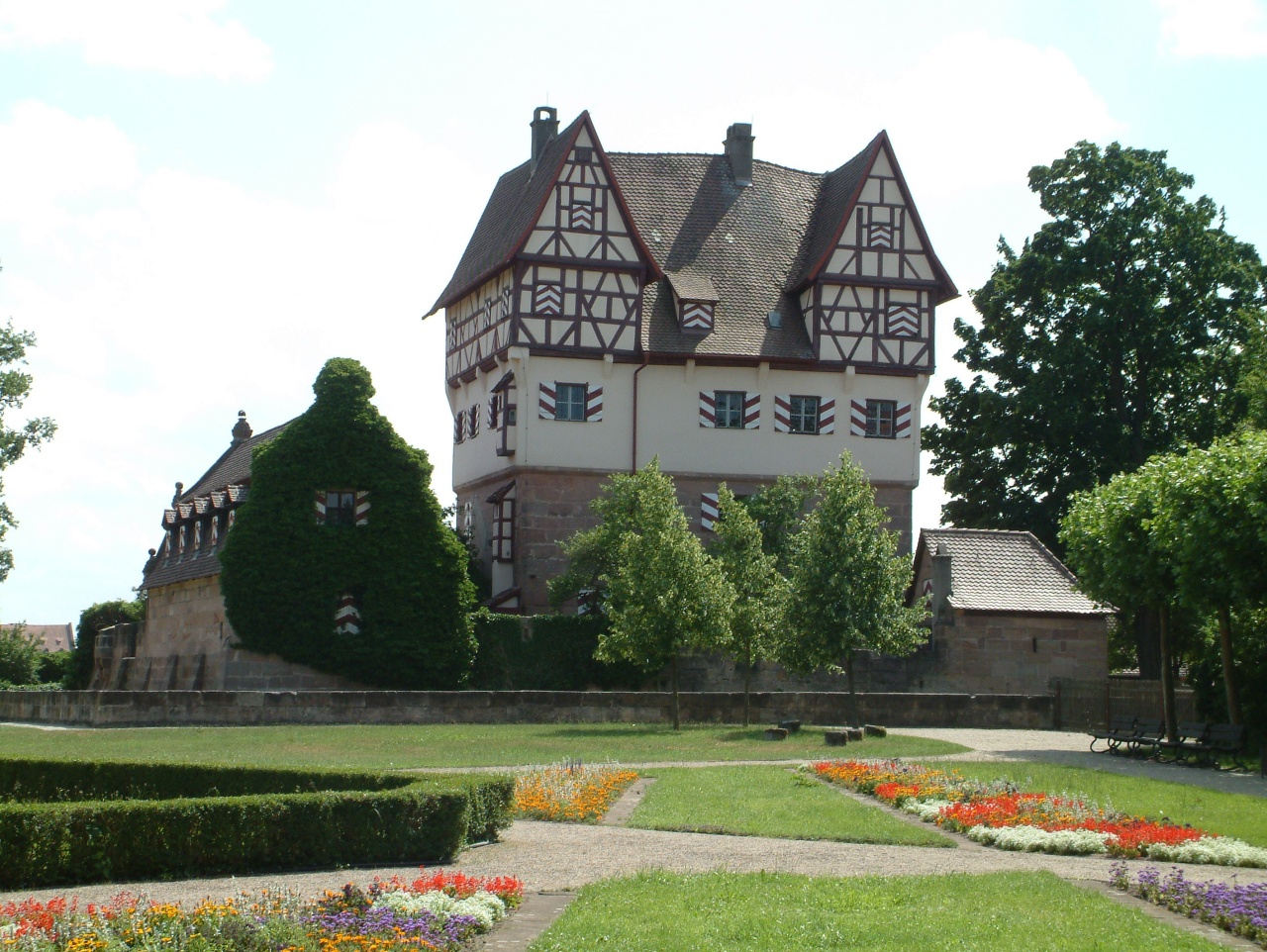
Schloss Neunhof, ein patrizischer Landsitz aus der Zeit um 1500
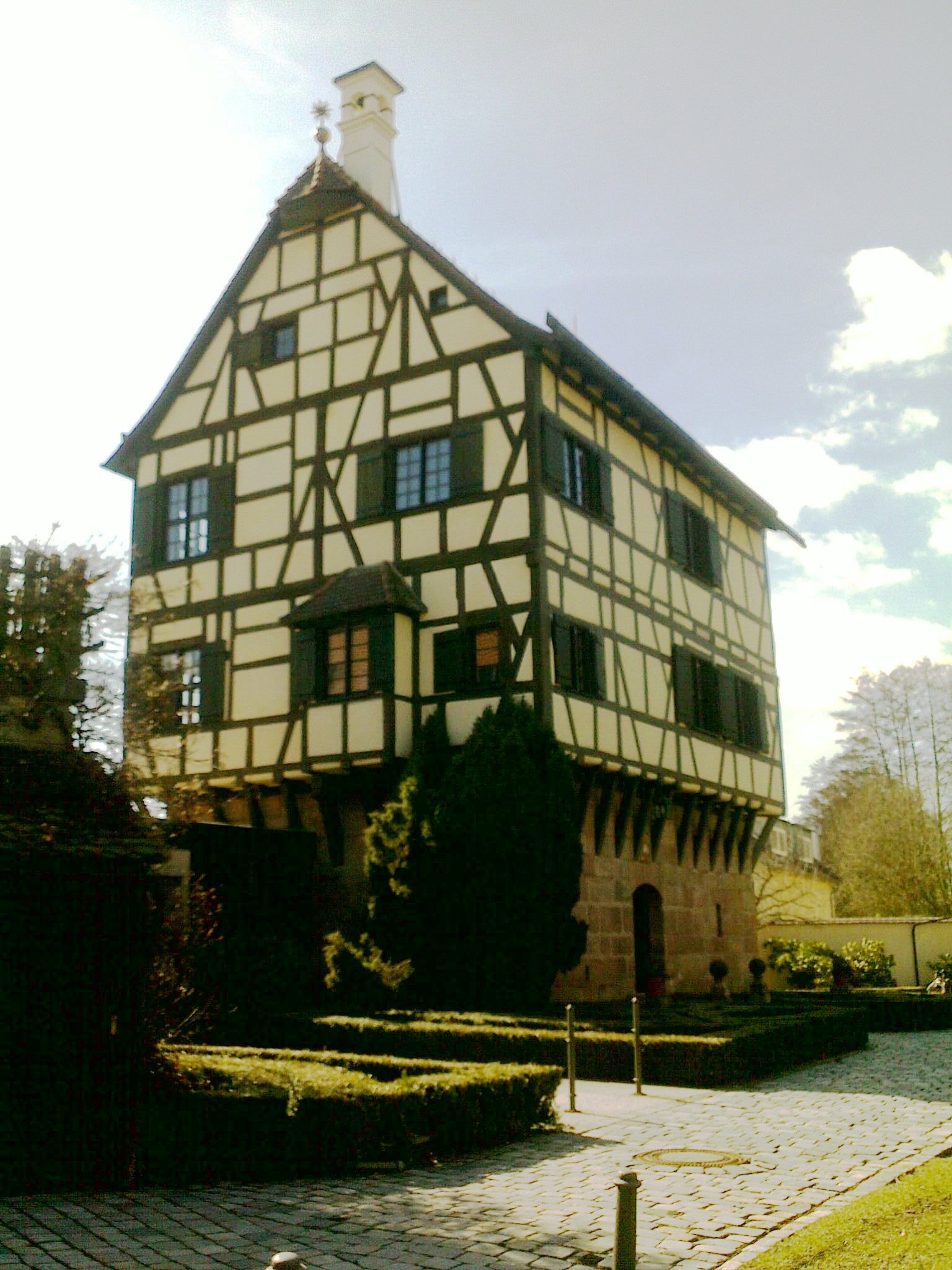
Pellerschloss, ein Weiherhaus aus dem 16. Jahrhundert
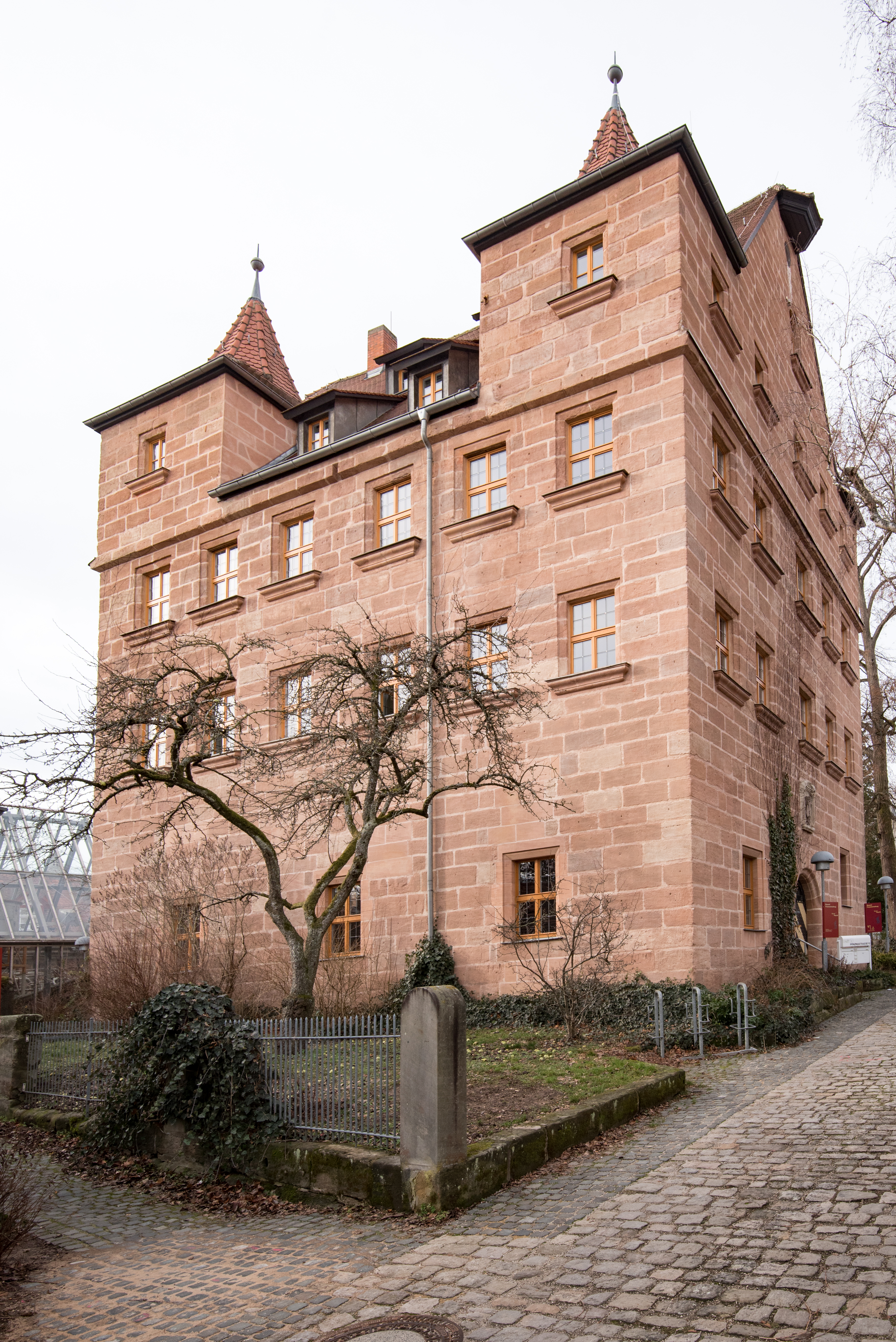
Pfinzingschloss in Feucht, ein typischer Patriziersitz von 1568
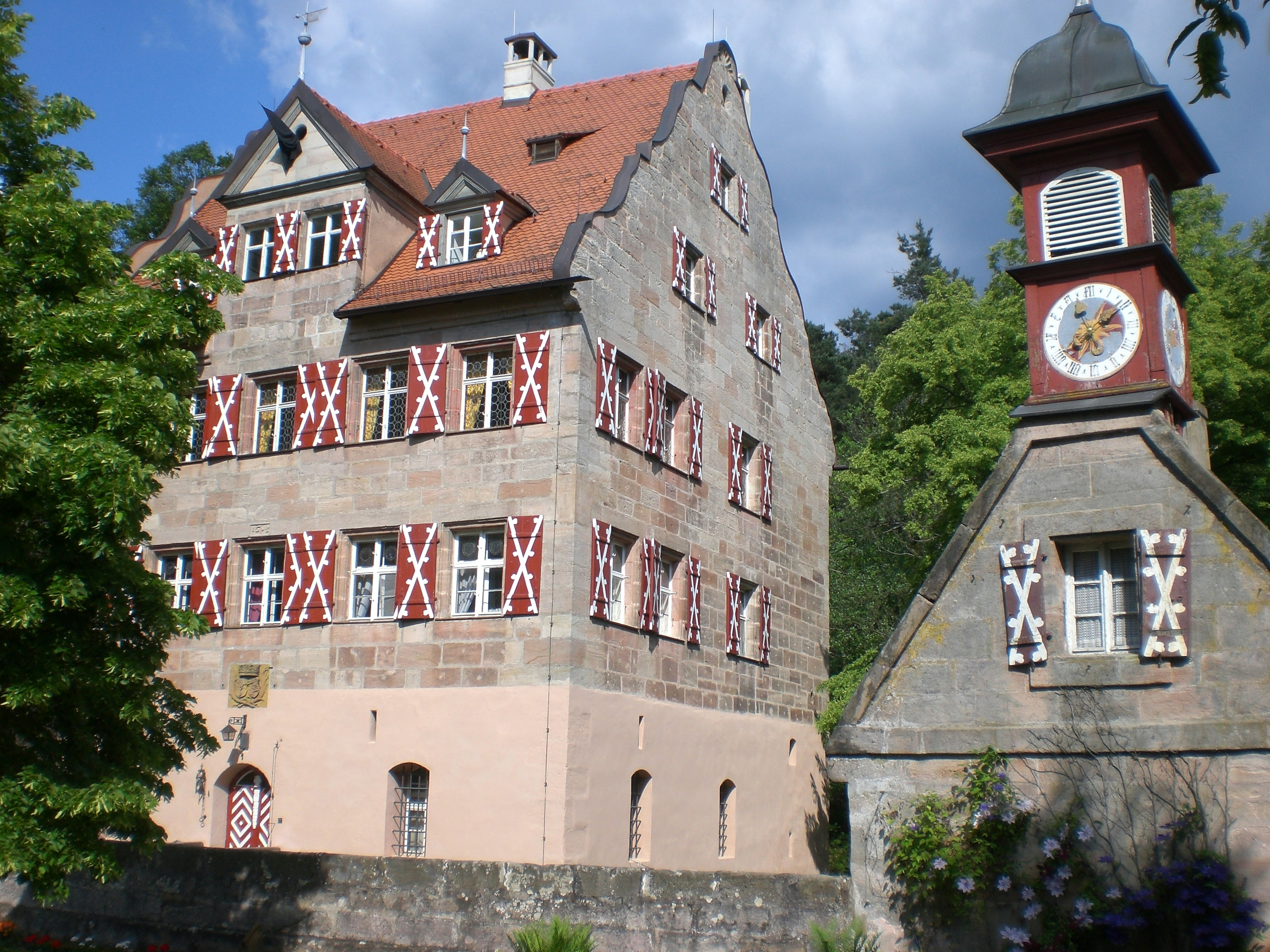
Schloss Kugelhammer, ein Hammerherrensitz um 1600

## Patrizierfamilien

### Noch blühende Familien
| Name                                                              | Erste Erwähnung | Im Rat ab: | Adelstitel seit: | Anmerkungen                                                                       | Persönlichkeiten/Besonderheiten | Wappen |
| ----------------------------------------------------------------- | --------------- | ---------- | ---------------- | --------------------------------------------------------------------------------- | --- | ------ |
| Ebner von Eschenbach                                              | 1251            | 1319       | 1813             |                                                                                   | Christine Ebner (1277–1356) Erasmus Ebner (1511–1577) Hieronymus Wilhelm Ebner von Eschenbach (1673–1752) |        |
| Fürer von Haimendorf                                              | 1295            | 1501       | 1599             |                                                                                   | Christoph Fürer von Haimendorf (1663–1732) |        |
| Geuder von Heroldsberg                                            | 1253            | 1349       | 1697             | † 1963 Rabensteiner Linie (Nachkommen: Brunel-Geuder (weibliche Linie))           | |        |
| Grundherr von Altenthann und Weiherhaus                           | 1265            | 1340       | 1547             |                                                                                   | |        |
| Gugel von Brand und Diepoltsdorf                                  | 1450            | 1729       | 1543             |                                                                                   | Fabius von Gugel (1910–2000) |        |
| Haller von Hallerstein                                            | 1293            | 1314       | 1790             |                                                                                   | August(in) Haller von Hallerstein (1703–1774) |        |
| Harsdorf von Enderndorf (auch: Harsdörffer/Harsdorfer/Harstörfer) | 1377            | 1450       | 1697             |                                                                                   | Georg Philipp Harsdorf (1607–1658), |        |
| Holzschuher von Harrlach                                          | 1228            | 1319       | 1547             |                                                                                   | Hieronymus Holzschuher (1469–1529) Berthold Holzschuher (1511–1582) Christoph Siegmund von Holzschuher (1729–1779) Gottfried Ernst Sigismund Holzschuher von Harrlach (1750–1816) Rudolf Sigmund von Holzschuher (1777–1861) Wilhelm von Holzschuher (1893–1965) |        |
| Imhoff                                                            | 1340            | 1402       | 1697             |                                                                                   | Andreas I. Imhoff (1491–1579) Willibald Imhoff (1519–1580) Georg Paulus Imhoff (1603–1689) Philipp von Imhoff (1702–1768) Gustaaf Willem Imhoff (1705–1750) Christoph Adam Carl von Imhoff (1734–1788) Luise Franziska Sophie von Imhoff Amalie von Imhoff (1776–1831) Gustav von Imhoff (1793–1875) |        |
| Kreß von Kressenstein                                             | 1307            | 1418       | 1530             |                                                                                   | Christoph Kreß von Kressenstein (1484–1535) Jobst Christoph Kreß von Kressenstein (1597–1663) Christoph Carl Kress von Kressenstein (1723–1791) Karl Kress von Kressenstein (1781–1856) Georg Ludwig von Kreß (1797–1877) Otto Kreß von Kressenstein (1850–1929) Friedrich Kreß von Kressenstein (1855–1920) Friedrich Kreß von Kressenstein (1870–1948) Franz Kreß von Kressenstein (1881–1957) Hans Kress von Kressenstein (1902–1973) |        |
| Löffelholz von Kolberg                                            | 1420            | 1440       | 1512             |                                                                                   | |        |
| Oelhafen von Schöllenbach                                         | 1363            | 1729       | 1489             | seit 1546 gerichtsfähig                                                           | |        |
| Praun                                                             | 1383            | 1788       | 1789             | † 1867 ältere Linie Nachkommen: jüngere Linie – Münchner Raum                     | |        |
| Scheurl von Defersdorf                                            | 1440            | 1729       | 1540             | seit 1580 gerichtsfähig                                                           | Christoph Scheurl II (1481–1542) |        |
| Stromer von Reichenbach                                           | 1230            | 1291       | 1697             |                                                                                   | Peter Stromer (um 1315–1388) Ulman Stromer (1329–1407) Wolf Jacob Stromer (1561–1614) Otto Stromer von Reichenbach (1831–1891) Ernst Freiherr Stromer von Reichenbach (1871–1952) Wolfgang Stromer von Reichenbach (1922–1999) |        |
| Tucher von Simmelsdorf                                            | 1309            | 1340       | 1697             |                                                                                   | Endres Tucher (1423–1507) Hans Tucher (1428–1491) Anton Tucher (1458–1524) |        |
| Volckamer von Kirchensittenbach                                   | 1337            | 1362       | 1813             |                                                                                   | |        |
| Welser von Neunhof und zu Beerbach                                | 1420            | 1504       | 1368             | † 1797 Augsburger Linie † 1878 Neunhofer Linie Nachfolger: Ulmer Linie der Welser | Augsburg: Bartholomäus V. Welser (1484–1561) Bartholomäus VI. Welser (1512–1546) Philippine Welser (1527–1580) Nürnberg: Carl Wilhelm von Welser (1663–1711) Ulm: Johann Michael von Welser (1869–1943) |        |

### Abgewandert
| Name | Erste Erwähnung | Im Rat ab: | Adelstitel seit: | Anmerkungen | Persönlichkeiten | Wappen |
| --- | --------------- | ---------- | ---------------- | --- | --- | ------ |
| Bosch auch: Posch                                                                                            | 1467            | 1536       |                  | Im Rat bis 1678 | Wolfgang II Bosch (1500–1558), Erzieher von Herzog Albrecht von Bayern, Kanzler des Rentamts Straubing. Johann Adam von Posch |        |
| Eyb – Pilgram von Eyb                                                                                        | 1165            | ?          |                  | Ursprünglich Lehnsleute der Burggrafen von Nürnberg, teilten sich in die Pilgrim von Eyb (Patrizier, erloschen) und die Pfauen von Eyb (fränkische Reichsritter) | |        |
| Hegner von Altenweiher Hegner von Altweyer und Moos Edle und Ritter von Högen (Högn) Hegener, Hegnein, Heegn | 1385            | 1441–1459  |                  | Seit 1348 auf Hammerschloss Altenweiher, um 1600 abgewandert aus der Oberpfalz nach Böhmen (Kostrzan) und Ungarn (Versecz)                                       | Ulman Hegner, Bürgermeister von Nürnberg (1441–1459)                                                                          |        |
| Langmann (Patrizier)                                                                                         |                 | 1352       |                  | Im Rat bis 1369; † 1381 | Cunz Langmann, Ratsherr Adelheid Langmann, Mystikerin                                                                         |        |
| Münzmeister (Patrizier) auch: Haller genannt Münzmeister, Haller von Bamberg, „Sporhaller“                   |                 | 1418       |                  | im Rat bis 1423, nicht zu verwechseln mit den Haller von Hallerstein; abgewandert.                                                                               | Magdalena Haller († 1505), Ehefrau des Hartmann Schedel                                                                       |        |
| Rehlinger (Patrizier) auch: Rehlingen, Rehling                                                               | 1302            | 1468–1475  |                  | 1302 in Augsburg erwähnt 1475 wieder nach Augsburg abgewandert siehe auch: Rehling                                                                               | |        |
| Wolf von Wolfsthal                                                                                           | 1469            | 1499       | 1500             | im Rat bis 1504 abgewandert um 1605 von Maximilian I. geadelt, ab 1707 Reichsgrafen; † 1717                                                                      | |        |

### Erloschen
| Name                                                         | Erste Erwähnung | Im Rat ab: | Adelstitel seit: | Anmerkungen                                                                       | Persönlichkeiten | Wappen |
| ------------------------------------------------------------ | --------------- | ---------- | ---------------- | --------------------------------------------------------------------------------- | --- | ------ |
| Ammon (Patrizier) Ammann                                     |                 | 1357       |                  | † 1483                                                                            | |        |
| Behaim von Schwarzbach auf Kirchensittenbach                 | 1285            | 1319       | 1681             | † 1942                                                                            | Martin Behaim (1459–1507), Kaufmann, Seefahrer, Kosmograph |        |
| Derrer von Unterbürg                                         | 1319            | 1355       |                  | † 1706                                                                            | 1482 bis 1716 Besitzer des Herrensitzes Unterbürg |        |
| Eisvogel (Patrizier), Eyßvogel                               | 1296            | 1332       |                  | † 1627                                                                            | Heinrich Eisvogel (genannt 1296–1303) |        |
| Esler (Patrizier), auch Essler, Eseler, Asinarii, Asinatores | 1274            |            |                  | † ?                                                                               | Konrad Bigenot (Eseler) (1165–1245), ab 1225/6 Reichsschultheiß von Nürnberg; Konrad Eseler, ab 1290 Reichsschultheiß; Gramlieb Eseler, ab 1296 Reichsschultheiß. Stifter-Predella der Esler am Katharinenaltar St. Sebald |        |
| Flexdorfer (Patrizier)                                       | 1305            | 1380       |                  | † 1449                                                                            | |        |
| Fütterer (Patrizier)                                         | 1304            | 1501       |                  | † 1586                                                                            | Einzige Handwerkerfamilie, die über Verlagswesen und Finanzgeschäfte die Aufnahme in den Inneren Rat erreichte. |        |
| Geuschmid (Patrizier)                                        | 1270            | 1347       |                  | † ?                                                                               | Das Wappen der Gewsmyd wurde um 1300 von den verschwägerten Pfinzing übernommen. |        |
| Grabner (Patrizier)                                          |                 |            |                  | † 1458                                                                            | Grabner-Fenster in St. Sebald |        |
| Graser (Patrizier)                                           | 1311            | 1395       |                  | † 1470                                                                            | |        |
| Groland von Oedenberg                                        | 1305            | 1346       |                  | † 1720                                                                            | |        |
| Groß (Patrizier)                                             | 1274            | 1319       |                  | † 1589                                                                            | Konrad Groß, 1331 Stifter des Heilig-Geist-Spitals |        |
| Haid (Patrizier) Heyden/Heiden/Haiden von Reichenfels        | 1305            | 1357       |                  | † 17. Jh.                                                                         | |        |
| Hirschvogel (Patrizier)                                      | 1380            | 1450       |                  | † 1550                                                                            | |        |
| Kammermeister (Patrizier)                                    | 1303            | 1443       |                  | † 1741                                                                            | Totenschild des Stephan Kammermeister († 1445) im Germanischen Nationalmuseum |        |
| Katterbeck (Patrizier)                                       | 1283            | 1318       |                  | † 1395                                                                            | |        |
| Kestel (Patrizier)                                           |                 | 1355       |                  | † 1355                                                                            | |        |
| Koler von Neunhof, auch Koler genannt Forstmeister           | 1246            | 1319       |                  | † 1688                                                                            | |        |
| Krauter (Patrizier)                                          |                 | 1352       |                  | Im Rat bis 1369; † 1450                                                           | |        |
| Küdorfer                                                     | 1236            | 1318       |                  | Im Rat bis 1369; † 1598 ab 1400 im fränkischen Adel                               | |        |
| Lemmel (Patrizier) auch: Lemlein, Lemblein                   | 1249            | 1447       |                  | Im Rat bis 1473; † 1513 (Nürnberg Hauptlinie)                                     | 3 Stiftungsbilder in St. Sebald (Verkündigung, Dornenkrönung, Geißelung) |        |
| Maurer (Patrizier) auch: Meurl                               | 1249            | 1342       |                  | † um 16. Jh.                                                                      | Grabstein Herman Maurer an der Sebalduskirche |        |
| Meichsner (Patrizier)                                        | 1396            | 1453       |                  | † 1702 in Nürnberg, † 1868 in Neusath/Oberpfalz                                   | Konrad Meichsner, wohlhabender Kaufmann, ist 1396 aus Pettau (Untersteiermark) zugewandert. |        |
| Mendel (Patrizier)                                           | 1305            | 1354       |                  | † 1631                                                                            | Die Brüder Marquard Mendel (1380 Stifter des Kartäuserklosters) und Konrad Mendel (1388 Stifter der Mendelschen Zwölfbrüderstiftung); Fenster in der Sebaldkirche.                                                         |        |
| Mentelein (Patrizier)                                        |                 |            |                  | im Rat bis 1344; † 1361 (?)                                                       | |        |
| Muffel von Eschenau Muffel von Ermreuth                      | 1286            | 1318       |                  | Muffel von Eschenau († 1784), Muffel von Ermreuth († 1912)                        | Nikolaus III. Muffel (1410–1469) |        |
| Nadler (Patrizier)                                           |                 | 1347       |                  | im Rat 1347 und 1352; † 1360                                                      | |        |
| Neumarkter (Patrizier)                                       | 1259            | 1332       |                  | † 1361                                                                            | |        |
| Nützel von Sündersbühl                                       | 1272            | 1319       |                  | † 1747                                                                            | Kaspar Nützel (1471–1529), Ratsherr, Bürgermeister |        |
| Ortlieb (Patrizier)                                          | 1260            | 1332       |                  | Im Rat bis 1442; † 1478                                                           | |        |
| Paumgartner von Holnstein und Grünsberg                      | 1255            | 1396       |                  | † 1726                                                                            | |        |
| Peller von Schoppershof                                      | 1559            | 1788       | 1585             | † 1870                                                                            | Martin Peller (1559–1629), Großkaufmann, siehe Pellerhaus (Nürnberg), Pellerschloss (Nürnberg-Fischbach), Schloss Schoppershof                                                                                             |        |
| Peßler (Patrizier)                                           | 1427            | 1729       |                  | † 1786                                                                            | Totenschild des Hans Peßler in der Lorenzkirche |        |
| Pfinzing von Henfenfeld                                      | 1233            | 1274       |                  | † 1764                                                                            | Älteste Nürnberger Ratsfamilie, stammten aus der Reichsministerialität |        |
| Pirckheimer (Patrizier)                                      | 1358            | 1386       |                  | † 1530                                                                            | Willibald Pirckheimer (1470–1530) berühmter Humanist und Freund Albrecht Dürers. Totenschilde in der Lorenzkirche. |        |
| Pömer von Diepoltsdorf                                       | 1286            | 1395       | 1697             | † 1814                                                                            | |        |
| Prünsterer (Patrizier)                                       | 1358            | 1455       |                  | † um 1500                                                                         | Franz Prünsterer wurde 1619 Ratsherr der Hansestadt Lübeck, Abstammung von der Patrizierfamilie aber ungeklärt. |        |
| Puck (Patrizier)                                             |                 | 1344       |                  | nur 1344 im Rat; † 1427                                                           | |        |
| Reich (Patrizier) auch: Reichel                              | 1372            | 1447       |                  | † 1578                                                                            | Auf Dürers Paumgartner-Altar in der Stifterfamilie u. a. Barbara Paumgartner, Ehefrau des Hans Reich, mit geviertem Wappen                                                                                                 |        |
| Rieter von Kornburg und Kalbensteinberg                      | 1361            | 1437       | 1447             | † 1753                                                                            | Patrizier und zugleich freie Reichsritter |        |
| Rummel von Zant und Lonnerstadt                              | 1281            | 1402       |                  | † 1807                                                                            | Zweige sind in die Oberpfalz abgewandert; noch blühend. |        |
| Sachs (Patrizier)                                            |                 | 1360       |                  | im Rat bis 1372; † 1500 (ca.)                                                     | |        |
| Schlüsselfelder von Kirchensittenbach                        | 1382            | 1536       |                  | † 1709                                                                            | |        |
| Schmugenhofer (Patrizier)                                    |                 | 1291       |                  | im Rat bis 1378; † 1469                                                           | |        |
| Schopper (Patrizier)                                         | 1267            | 1319       |                  | † 16. Jh. oder abgewandert                                                        | Stammhaus am Nürnberger Hauptmarkt sowie Herrensitz Schoppershof |        |
| Schürstab (Patrizier) Schürstab von Oberndorf                | 1299            | 1355       |                  | † 1743                                                                            | Schürstabhaus |        |
| Schütz (Patrizier) Schütz von Hagenbach                      |                 | 1404       |                  | nur 1404 und 1405 im Rat, dann abgewandert; † 1540 1310–1540 Rittergut Hagenbach. | |        |
| Seibold (Patrizier)                                          |                 | 1352       |                  | nur 1352 im Rat; † 1369 (ca.)                                                     | |        |
| Starck von Röckenhof                                         | 1387            | 1453       |                  | † 1715                                                                            | Epitaph für Elsbeth Starck geb. Pirckheimer († 1449) in der Sebaldskirche |        |
| Stein (Patrizier)                                            |                 | 1291       |                  | im Rat bis 1365; † 1395 (Nürnberger Linie)                                        | |        |
| Steinlinger (Patrizier), Steinling (Adelsgeschlecht)         |                 | 1397       |                  | im Rat bis 1455; † in Nürnberg 1477; † 1984                                       | |        |
| Tetzel von Kirchensittenbach                                 | 1326            | 1343       | 1524             | † 1736                                                                            | Tetzelschloss in Kirchensittenbach |        |
| Teufel                                                       | 1233            | ?          |                  | im Rat bis 1441; † 1451                                                           | |        |
| Thill (Patrizier) Hack von Suhl                              | 1422            | 1729       |                  | † 1771                                                                            | |        |
| Toppler (Patrizier) Topler                                   | 1408            | 1475       |                  | † 1687                                                                            | Heinrich Toppler (in Rothenburg). Toppler-Epitaph am St. Peters-Altar in der Sebalduskirche |        |
| Valzner (Patrizier)                                          | 1401            | 1403       |                  | im Rat bis 1418; † 1423                                                           | |        |
| Viehtel (Patrizier) auch: Pecus                              | 1285            | 1318       |                  | † ?                                                                               | |        |
| Vorchtel (Patrizier)                                         | 1243            | 1319       |                  | † 1515                                                                            | |        |
| Wagner (Patrizier)                                           |                 |            |                  | † ?                                                                               | |        |
| Waldstromer von Reichelsdorf                                 | 1223            | 1729       | 1551             | † 1844                                                                            | |        |
| Weigel (Patrizier)                                           | 1285            | 1332       |                  | † 1430                                                                            | |        |
| Woelckern (Patrizier)                                        | 1530            | 1788       | 1728             | † 1905                                                                            | |        |
| Zenner (Patrizier)                                           |                 | 1377       |                  | im Rat 1377 und 1379, † ?                                                         | |        |
| Zingel (Patrizier)                                           | 1367            | 1435       |                  | † 1539                                                                            | |        |
| Zollner vom Brand                                            | 1340            | 1402       |                  | † 1776                                                                            | |        |

## Der zweite Stand
In der Ständegliederung der Reichsstadt Nürnberg wurde zwischen dem durch Ratsfähigkeit ausgezeichneten ersten Stand, dem Patriziat, und dem als Ehrbarkeit bezeichneten zweiten Stand unterschieden, dessen Mitglieder in Einzelfällen auch Gerichtsfähigkeit besaßen. Der Begriff „erbar“ bezeichnete ursprünglich sowohl die ratsfähigen, später dem Patriziat zuzurechnenden Geschlechter, deren Mitglieder und auch den Kreis von Familien, aus denen sich das Patriziat bis ins 16. Jahrhundert und in neun Fällen im 18. Jahrhundert rekrutierte und mit denen sie durch Heirat verbunden waren. Im 16./17. Jahrhundert wurde mit „erbar“ gerade der patrizische Stand bezeichnet, bis dieser 1697 das Recht zugebilligt bekam, sich als „edel“ zu titulieren.
Unter gerichtsfähigen Geschlechtern verstand man seit der endgültigen Ausbildung der Nürnberger Ständegliederung jenen kleinen Kreis von Familien, die lange Zeit dem Patriziat anderer, rangähnlicher Städte angehört hatten und bereits mit kaiserlichen Wappen- oder Adelsbriefen ausgestattet waren. Im späten 16. Jahrhundert waren es nur die Oelhafen und die Scheurl, im 17./18. Jahrhundert kamen noch einige andere hinzu. Die gerichtsfähigen Familien zählten, wie die Familien der Ehrbarkeit, zum zweiten Stand in der Nürnberger Gesellschaft, sie konnten Ämter besetzen, die sonst nur durch Ratsfähigkeit zu erlangen waren, der Zugang zum Inneren Rat blieb ihnen verwehrt.
Durch das Aussterben von Ratsfamilien, schafften es einige „Geschlechter der Ehrbarkeit“ und gerichtsfähige Familien, in das Patriziat kooptiert zu werden.

### Ehrbare Familien
| Name                                          | Erste Erwähnung | Ehrbar ab: | Adelstitel seit:                                                                                            | Anmerkungen                                            | Persönlichkeiten | Wappen |
| --------------------------------------------- | --------------- | ---------- | --- | ------------------------------------------------------ | --- | ------ |
| Ditl                                          |                 |            | | † ?                                                    | |        |
| Fürleger                                      | 1310            | 1495       | 1625 | † ?                                                    | Dürer schuf 2 Porträts von Fürleger-Damen. Gottfried Fürleger war der letzte nachgewiesene Vertreter des Geschlechts (* 1702,† ?)                                        |        |
| Gundelfinger                                  | 1350            |            | | 1550 wegen Überschuldung geflüchtet                    | |        |
| Halbwachs Halbwachsen                         |                 |            | | † ?                                                    | |        |
| Held (genannt Hagelsheimer)                   | 1357            |            | | † 1682 genannt nach Schloss Hagelsheim an der Tauber   | |        |
| Kämmerer                                      |                 |            | | † ?                                                    | |        |
| Ketzel (auch: Kötzel)                         |                 | 1438       | | 1422/35 aus Augsburg nach Nürnberg zugewandert; † 1588 | Grabstein Heinrich Ketzell an der Sebalduskirche |        |
| Koburger/Koberger                             |                 |            | | † ?                                                    | Anton Koberger |        |
| Köler                                         |                 |            | | † ?                                                    | |        |
| Kötzler                                       | 1298            |            | | † 1674                                                 | |        |
| Krell                                         |                 |            | | † ? Tuchhändler, Montanunternehmer                     | |        |
| Letscher                                      |                 |            | | † ?                                                    | |        |
| Lochaim                                       | 1373            |            | | † 1546 (?)                                             | Wolflein von Lochamer (Lochaim), um 1500, Besitzer des Lochamer-Liederbuchs; nach ihm wurde diese Sammlung benannt                                                       |        |
| Melber                                        |                 |            | | † ?                                                    | |        |
| Örtel                                         |                 |            | | † 1666                                                 | |        |
| Ploben auch: Plob von Ploben Plauen           |                 |            | 1451 | † 1619                                                 | |        |
| Pucher                                        | 1395 in Coburg  |            | 1554 | † 1673                                                 | Moritz (II.) Buchner, von dem Lucas Cranach d. Ä. ein Porträt schuf; Wolf Bucher, der zusammen mit seiner Familie auf einem Eislebener Gemäldeepitaph porträtiert wurde. |        |
| Römer                                         |                 |            | | † ?                                                    | |        |
| Schedel                                       |                 |            | | † 1571                                                 | Hartmann Schedel |        |
| Schlaudersbach                                | 1495            |            | | † 17. Jh.                                              | |        |
| Schleicher                                    |                 |            | | † ?                                                    | |        |
| Schmidtmayer von Schwarzenbruck (Schmidmeyer) | 1380            |            | Angeblich um 1380 aus Ungarn eingewandert, Montan- und Textilgeschäfte, 1585 in den Adelsstand aufgenommen. | † 1707                                                 | Schmidtmayer-Fenster von Albrecht Dürer, Hans Süß von Kulmbach und Veit Hirschvogel in der Lorenzkirche                                                                  |        |
| Schnöd                                        | 1342            |            | | 1552 nach Ulm ausgewandert                             | Fenster mit Wappen Schnöd und Holzschuher in der Lorenzkirche |        |
| Staudigel                                     | 1242            |            | |                                                        | Fenster mit Wappen Staudigel und Esler in der Lorenzkirche |        |
| Stockamer                                     |                 |            | | † ?                                                    | |        |
| Trainer                                       |                 |            | | † ?                                                    | |        |
| Voit von Wendelstein                          |                 |            | | † 1718                                                 | |        |

### Gerichtsfähige Familien
| Name                          | Erste Erwähnung | Gerichtsfähig ab: | Adelstitel seit: | Anmerkungen | Persönlichkeiten                                             | Wappen |
| ----------------------------- | --------------- | ----------------- | ---------------- | ----------- | ------------------------------------------------------------ | ------ |
| Dietherr von Anwanden         | 1431            | 1730              | 1813             | † 1819      |                                                              |        |
| Furtenbach von Reichenschwand | 1371            | 1768              | 1813             | † 1957      | Bonaventura I. Furtenbach erwarb 1531 Schloss Reichenschwand |        |
| Gammersfelder von Solar       | 1466            | 1730              | 1466             | † 1740      |                                                              |        |
| Petz von Lichtenhof           | 1450            | 1730              | 1813             |             |                                                              |        |
| Viatis                        | 1538            | 1730              | 1818             | † 1834      | Bartholomäus Viatis                                          |        |

### Kaufmannsfamilien
Einigen Familien war es trotz hohen Ansehens, großen Vermögens und verwandtschaftlicher Verbindungen zu Patrizierfamilien nicht gelungen in den inneren Zirkel der Reichsstadt zu gelangen, sie haben ungeachtet dessen einen wesentlichen Beitrag zum Ruhm und zur Blüte Nürnbergs geleistet und werden aus diesem Grund erwähnt.
| Name     | Erste Erwähnung |  | Adelstitel seit: | Anmerkungen | Persönlichkeiten | Wappen |
| -------- | --------------- |  | ---------------- | ----------- | --- | ------ |
| Landauer | 14. Jahrhundert |  |                  | † 1515      | Der Montanunternehmer Matthäus d. J. Landauer stiftet 1501 das Landauersche Zwölfbrüderhaus und 1511 den Landauer Altar von Albrecht Dürer. |        |

## Weitere Nürnberger Adelsfamilien
| Name                                                          | Erste Erwähnung                                   | in Nürnberg ab: | Adelstitel seit: | Anmerkungen                                                    | Persönlichkeiten | Wappen |
| ------------------------------------------------------------- | ------------------------------------------------- | --------------- | ---------------- | -------------------------------------------------------------- | --- | ------ |
| Dilherr von Thumenberg                                        | 1423                                              | 1531            | 1600             | † 1707 erste Nürnberger Linie († 1758 zweite Nürnberger Linie) | Johann Michael Dilherr (Hennebergische Linie der Dilherr)                                                                          |        |
| Gründlach                                                     | 1140                                              | 1140            | ?                | † 1314/15 Nürnberger Linie † 1464 Berg-Hertingsberger Linie    | Leopold I. von Gründlach |        |
| Peringsdörfer, Peringsdörffer, Pergenstorffer, Pergenstörffer | ursprünglich wohl Ministerialen in Behringersdorf |                 | ?                | ?                                                              | Sebald Peringsdörfer († 1498), Stifter des Peringsdörfer-Altars und des Peringsdörffer-Epitaphs von Adam Kraft in der Frauenkirche |        |
| Winkler von Mohrenfels                                        | 1156                                              |                 | ?                |                                                                | |        |

## Wappengalerie

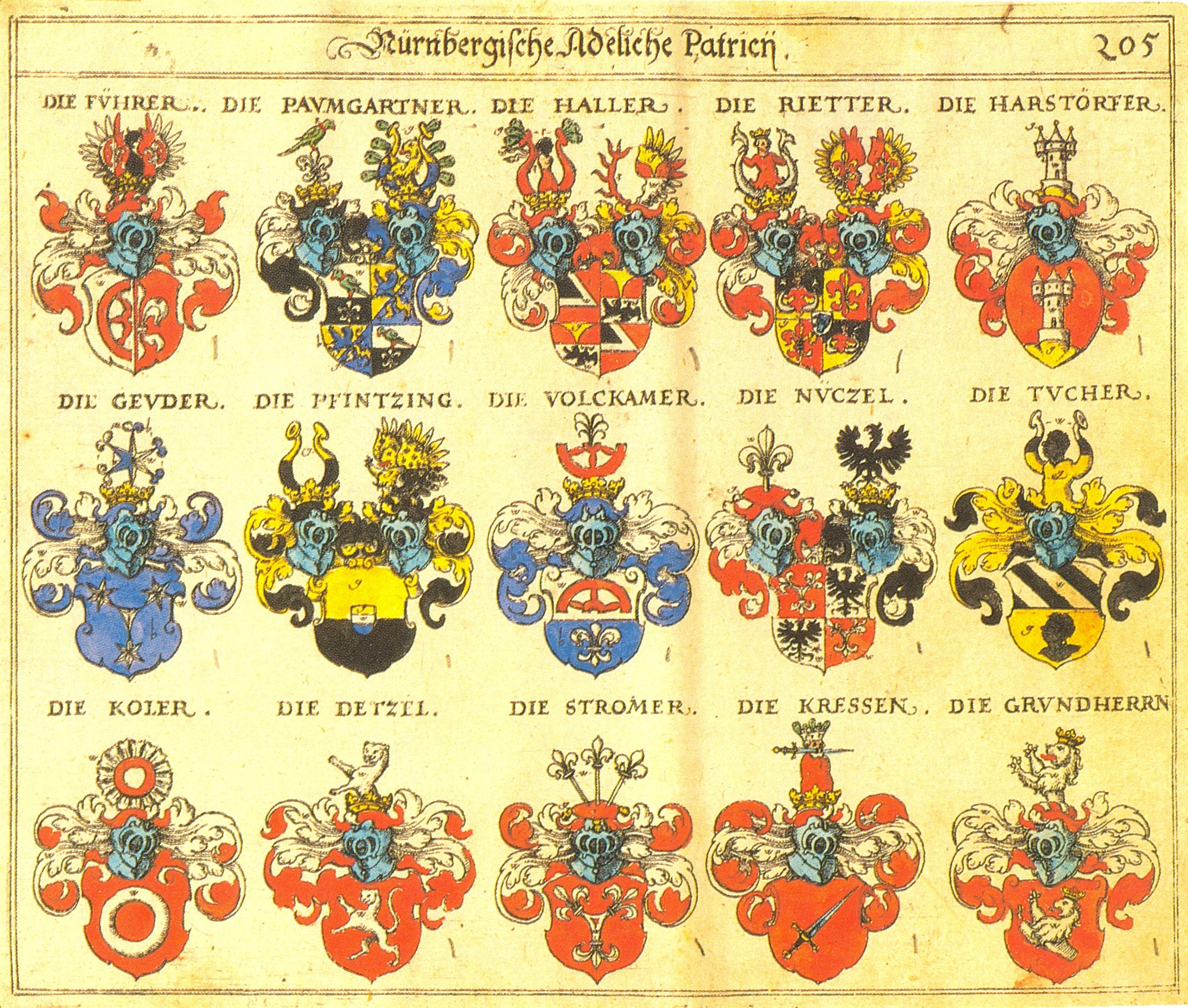
Patrizierfamilien 1 (Siebmachers Wappenbuch)
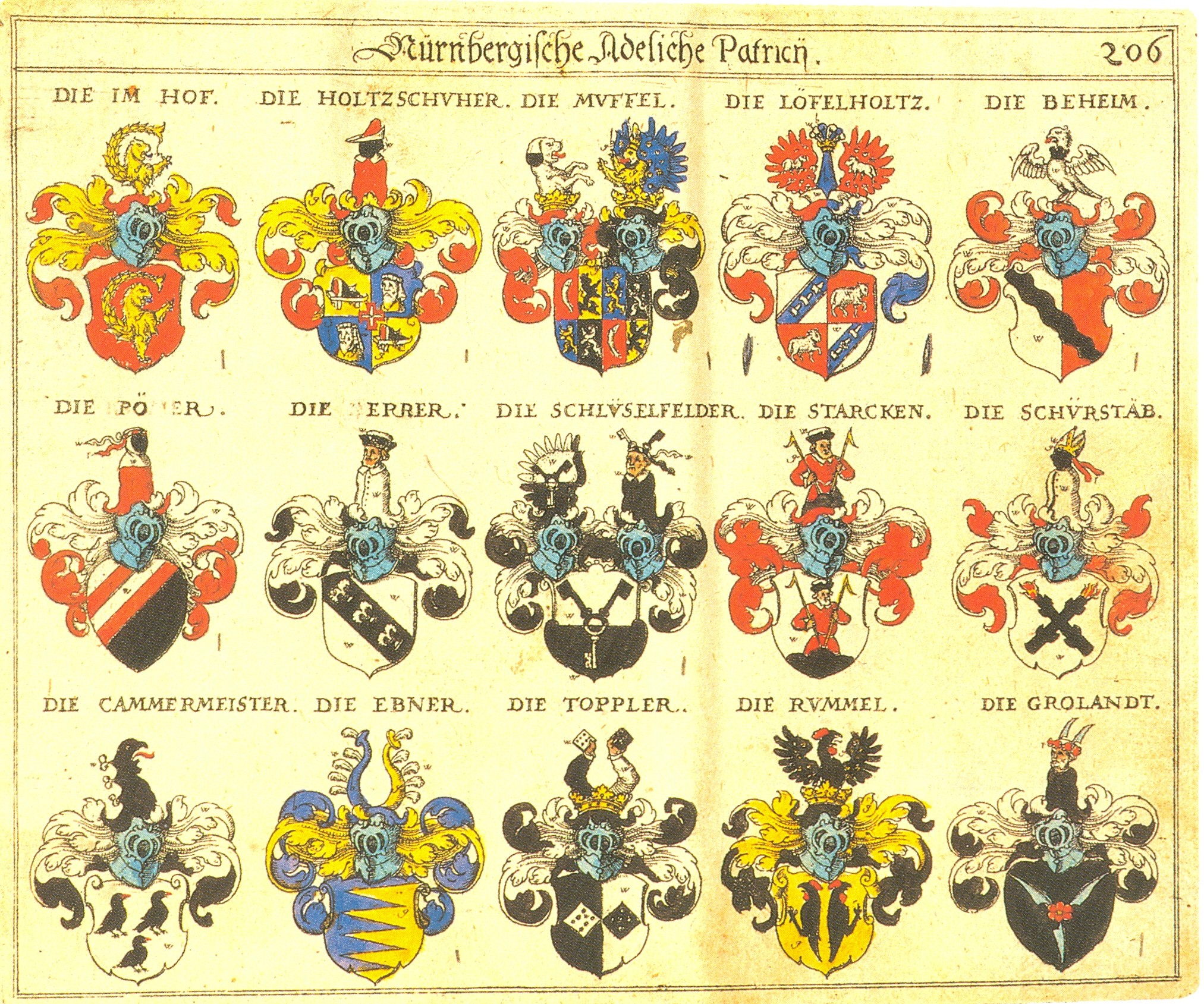
Patrizierfamilien 2
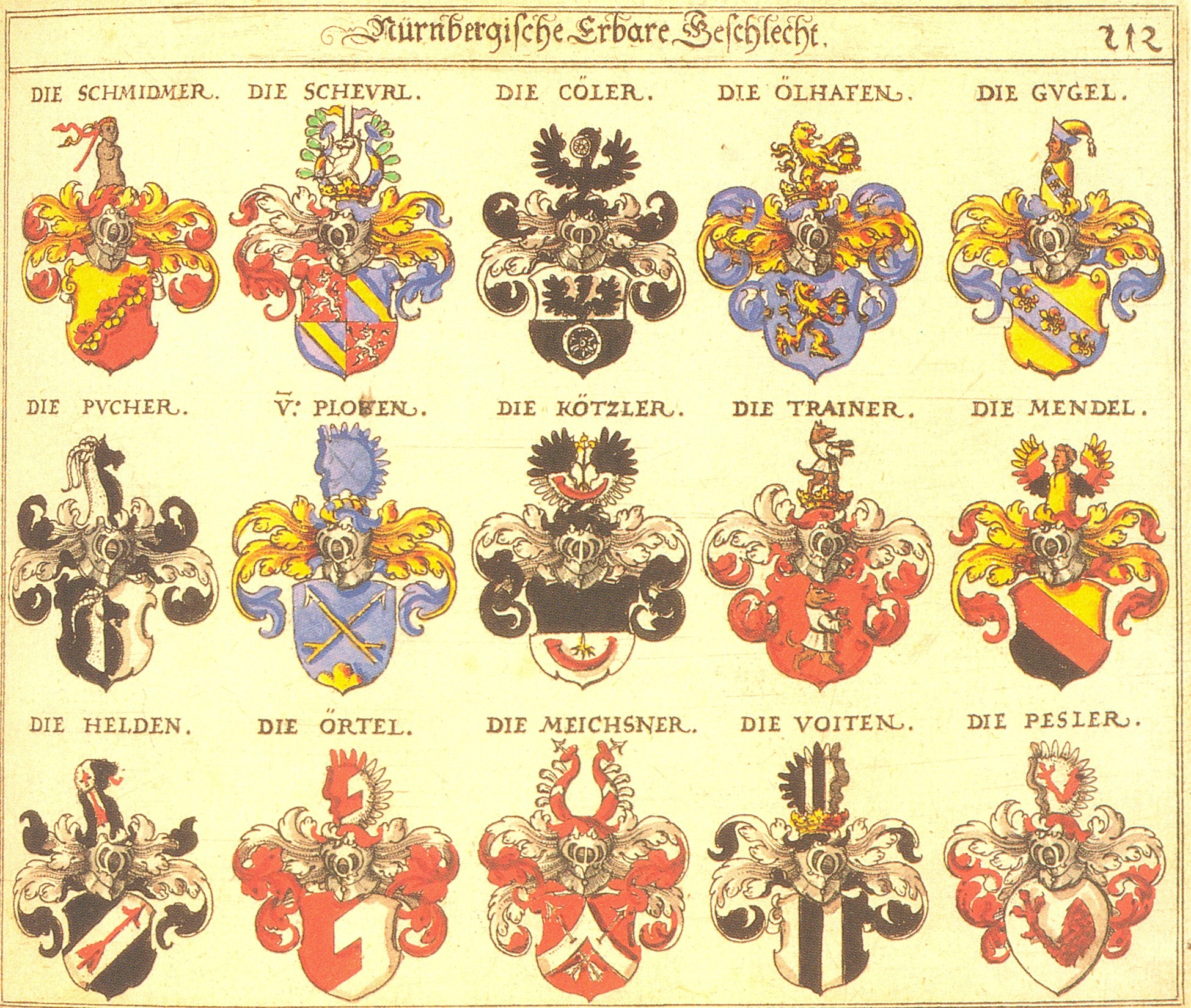
Ehrbare Familien 1
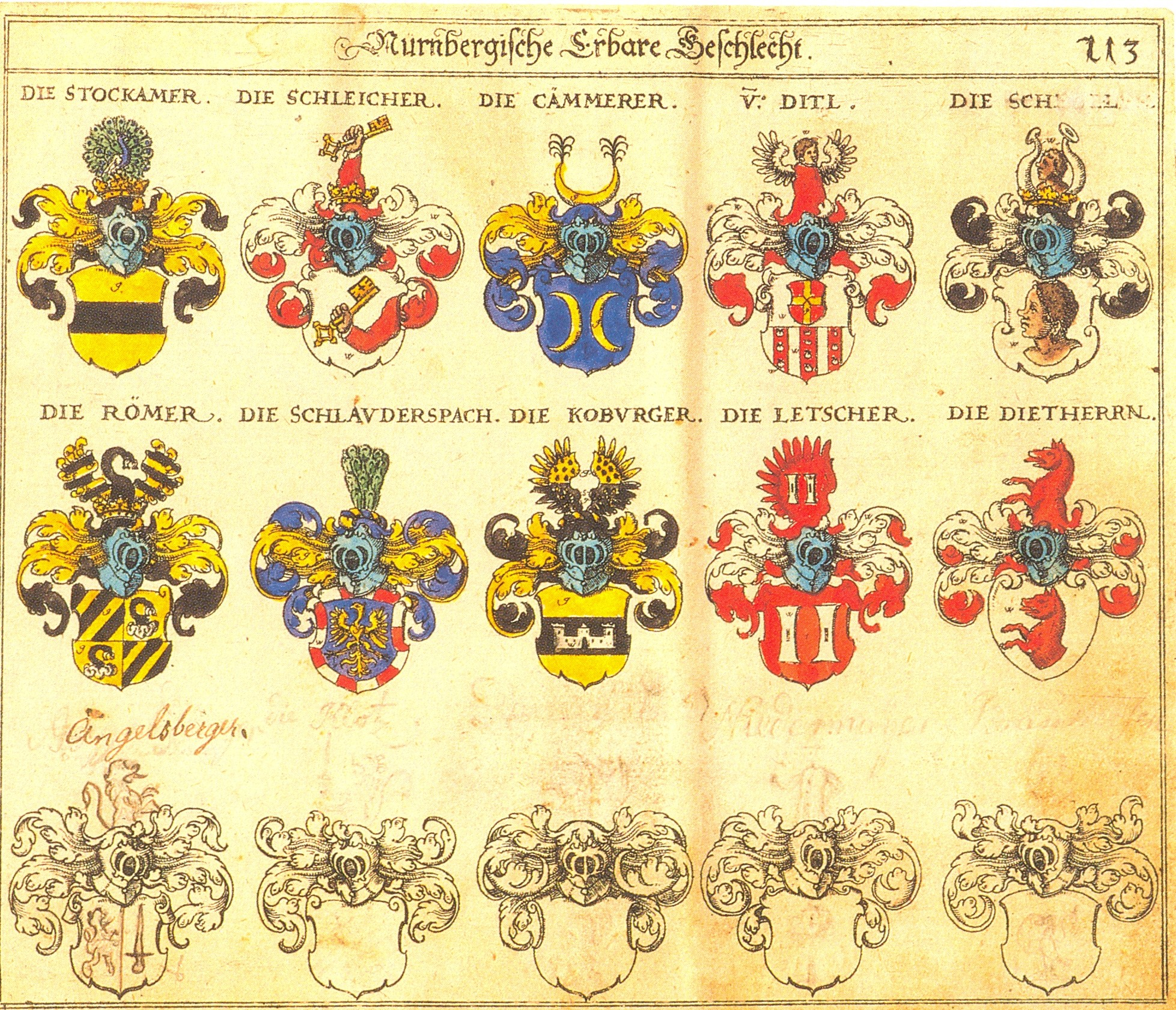
Ehrbare Familien 2
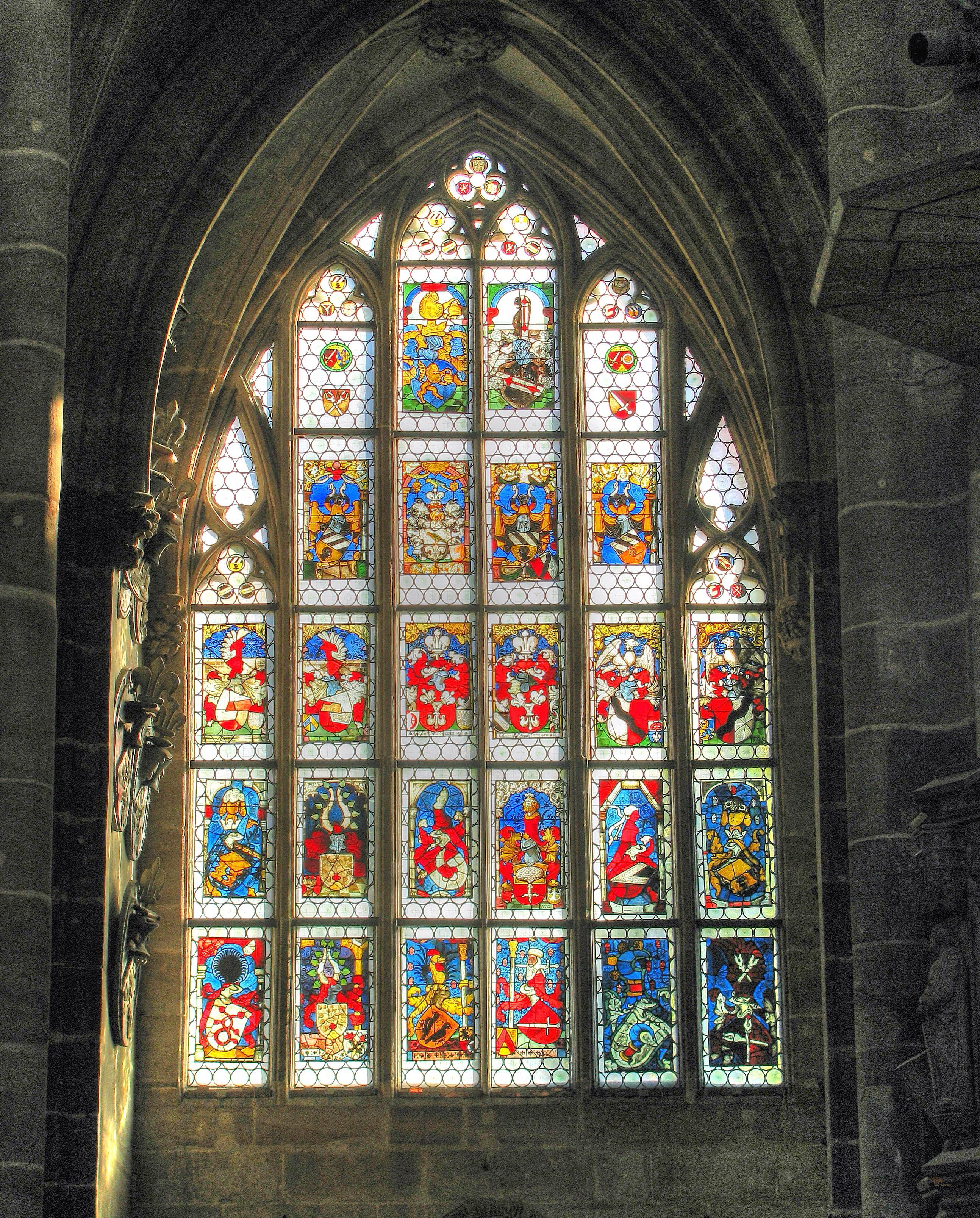
Wappenfenster in der Lorenzkirche
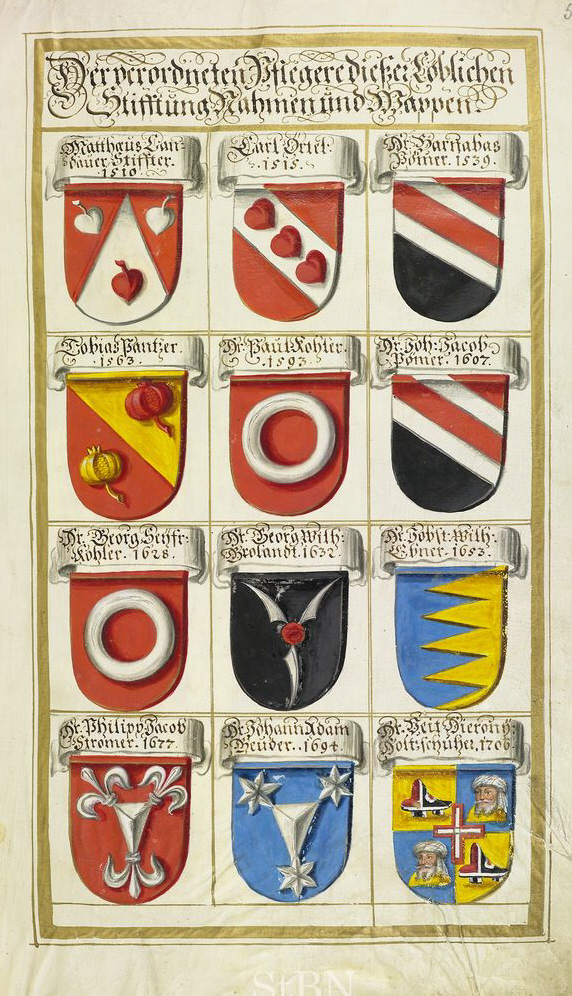
Die Pfleger der Landauerschen Zwölfbrüderstiftung, ab 1519
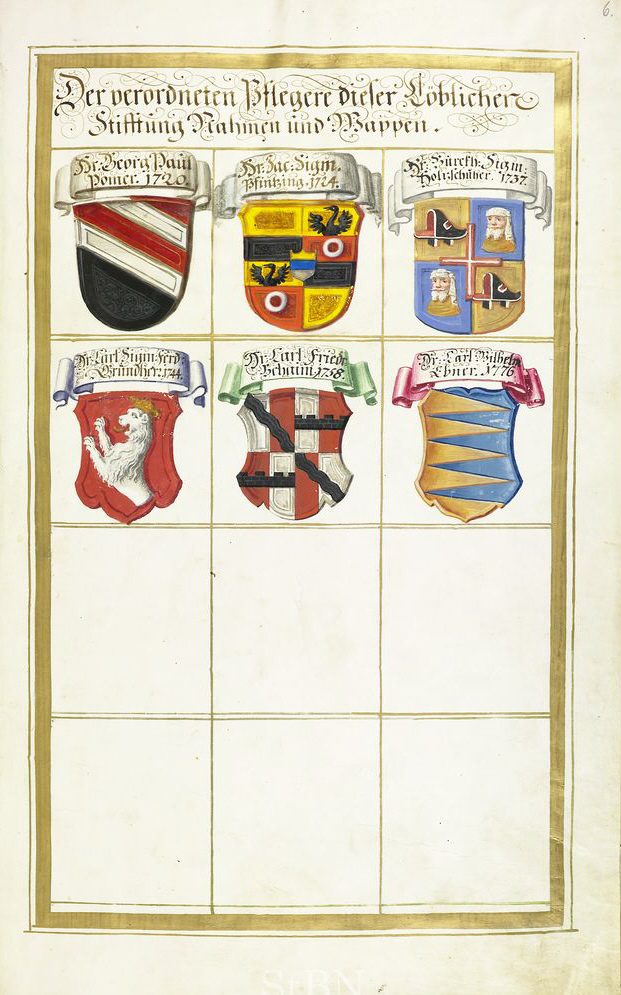
Bis 1776 (soweit Patrizier als Hr. tituliert, doch ohne von)

### Mit Bezug auf Nürnberg
- Tanzstatut
- Geschichte der Stadt Nürnberg
- Liste der Burgen, Schlösser und Herrensitze Nürnbergs
- Liste fränkischer Rittergeschlechter (mit Linien von Patrizierfamilien im Landadel)

### Mit Bezug auf andere Städte
- Patriziat der Alten Eidgenossenschaft
- Patriziat von Amsterdam
- Patriziat von Augsburg
- Patriziat von Basel
- Patriziat von Bern
- Patriziat von Kempten
- Patriziat von Köln
- Patriziat von Luzern
- Patriziat von München
- Patriziat von Münster
- Patriziat von Regensburg
- Patriziat von Ulm
- Patriziat von Venedig